# Championnat du monde de hockey sur glace 2024
Navigation
Finlande & Lettonie 2023 Suède & Danemark 2025
Le championnat du monde masculin de hockey sur glace 2024 a lieu du 10 au 26 mai 2024 dans les villes tchèques de Prague et Ostrava.
Le tournoi de la division élite est remporté par l'équipe tchèque, qui évolue à domicile. Avec près de 800 000 spectateurs, le record d'affluence établi lors de l'édition 2015, déjà organisée en Tchéquie, est battu.

## Format de la compétition
| Niveau         | Nombre d'équipes | Lieu              | Dates (2024)         | Résultats            | Résultats               |
| Niveau         | Nombre d'équipes | Lieu              | Dates (2024)         | Vainqueur / Promu(s) | Relégué(s)              |
| -------------- | ---------------- | ----------------- | -------------------- | -------------------- | ----------------------- |
| Division élite | 16               | Prague et Ostrava | du 10 au 26 mai      | Tchéquie             | Grande-Bretagne Pologne |
| Division IA    | 6                | Bolzano           | du 28 avril au 4 mai | Hongrie Slovénie     | Corée du Sud            |
| Division IB    | 6                | Vilnius           | du 27 avril au 3 mai | Ukraine              | Pays-Bas                |
| Division IIA   | 6                | Belgrade          | du 21 au 27 avril    | Croatie              | Islande                 |
| Division IIB   | 6                | Sofia             | du 22 au 28 avril    | Belgique             | Turquie                 |
| Division IIIA  | 6                | Bichkek           | du 10 au 16 mars     | Thaïlande            | Mexique                 |
| Division IIIB  | 6                | Sarajevo          | du 23 au 29 février  | Bosnie-Herzégovine   | Iran                    |
| Division IV    | 4                | Koweït            | du 16 au 19 avril    | Mongolie             | Aucun                   |

Le championnat du monde masculin de hockey sur glace est un ensemble de plusieurs tournois regroupant les nations en fonction de leurs niveaux.
Les meilleures équipes disputant le titre se trouvent dans la division Élite qui regroupe 16 équipes réparties en deux groupes de 8 qui jouent un tour préliminaire. Les 4 premiers de chaque groupe sont qualifiés pour les quarts de finale et le dernier de chaque groupe est relégué en division IA, sauf la Suède et le Danemark car ils organisent l'édition suivante.
Pour les autres divisions, les équipes s’affrontent entre elles et, à l'issue de chaque compétition, le premier est promu dans la division supérieure et le dernier est relégué dans la division inférieure, sauf en Division IV, échelon le plus bas où il n'y a pas de relégation.
Lors des phases de poule, les points sont attribués ainsi :
- 3 points pour une victoire dans le temps réglementaire ;
- 2 points pour une victoire en prolongation ou aux tirs de fusillade ;
- 1 point pour une défaite en prolongation ou aux tirs de fusillade ;
- aucun point pour une défaite dans le temps réglementaire.

## Division Élite
| \| Prague Ostrava \| Localisation des villes de Prague et d'Ostrava. |
| Prague Ostrava                                                       |

| Prague                     | Ostrava                         |
|                            |                                 |
| O2 Arena Capacité : 17 383 | Ostravar Aréna Capacité : 9 821 |

### Officiels
32 officiels ont été désignés pour la compétition. Leurs numéros de dossards figurent entre parenthèses.
| - Andris Ansons (26) - Tobias Björk (25) - Riku Brander (19) - Michael Campbell (18) - Martin Fraňo (11) - Lassi Heikkinen (29) - Christoffer Holm (22) - Mikael Holm (15) | - Jan Hribik (30) - Tomáš Hronský (20) - Mikko Kaukokari (27) - Sean MacFralane (10) - Mark Pearce (12) - Andre Schrader (21) - Michael Tscherrig (23) - Krsitian Vikman (16) |

| - Kevin Briganti (54) - Nick Briganti (52) - Oto Durmis (69) - Dario Fuchs (62) - Shane Gustafson (55) - Tim Heffner (57) - Andreas Hofer (58) - Daniel Hynek (64) | - Ludvig Lundgren (53) - Lauri Nikulainen (66) - Anders Nyqvist (60) - Jiří Ondráček (50) - Josef Špůr (51) - Tarrington Wyonzek (70) - Emil Yletyinen (56) - Dāvis Zunde (65) |

### Équipes
Chaque équipe est constituée au minimum de 15 joueurs et 2 gardiens et, au maximum, de 22 joueurs et 3 gardiens.
Pour participer, un joueur doit posséder la nationalité du pays qu'il représente et ce pays doit être membre de l'IIHF.

### Tour préliminaire
Le groupe principal regroupe 16 équipes, réparties en deux groupes (entre parenthèses le classement IIHF 2022) :
| Groupe A (à Prague) | Groupe B (à Ostrava) |
| --- | --- |
| - Canada (1), tenant du titre - Finlande (2) - Suisse (7) - Tchéquie (8), pays hôte - Danemark (11) - Norvège (12) - Autriche (15) - Grande-Bretagne (20), promu de Division IA | - États-Unis (4) - Allemagne (5) - Suède (6) - Slovaquie (9) - Lettonie (10) - France (13) - Kazakhstan (14) - Pologne (22), promu de Division IA |

#### Groupe A

##### Classement
| Clt   | Équipe          | PJ | V | VP | D | DP | BP | BC | Diff | Pts |
| ----- | --------------- | -- | - | -- | - | -- | -- | -- | ---- | --- |
| +001, | Canada          | 7  | 5 | 2  | 0 | 0  | 32 | 18 | +14  | 19  |
| +002, | Suisse          | 7  | 5 | 1  | 1 | 0  | 29 | 12 | +17  | 17  |
| +003, | Tchéquie        | 7  | 4 | 1  | 0 | 2  | 26 | 14 | +12  | 16  |
| +004, | Finlande        | 7  | 3 | 0  | 3 | 1  | 21 | 14 | +7   | 10  |
| +005, | Autriche        | 7  | 2 | 0  | 4 | 1  | 21 | 29 | -8   | 7   |
| +006, | Norvège         | 7  | 2 | 0  | 5 | 0  | 15 | 25 | -10  | 6   |
| +007, | Danemark        | 7  | 2 | 0  | 5 | 0  | 15 | 29 | -14  | 6   |
| +008, | Grande-Bretagne | 7  | 1 | 0  | 6 | 0  | 12 | 30 | -8   | 3   |

- En gras : qualifié pour les quarts de finale
- En italique : relégué en Division IA

Pour les significations des abréviations, voir statistiques du hockey sur glace.

##### Matchs
| 10 mai | Suisse | 5-2 (1-1, 3-0, 1-0) | Norvège | O2 Arena 16 617 spectateurs |

| Feuille de match | Feuille de match | Feuille de match            | Feuille de match | Feuille de match                                                                                |
| ---------------- | --- | --------------------------- | --- | ----------------------------------------------------------------------------------------------- |
|                  | Andrighetto (Niederreiter, Loeffel) — 11 min 4 s - Loeffel (Siegenthaler, Jäger) — 24 min 12 s Senteler (Josi, Simion) — 28 min 9 s Scherwey (Haas) — 33 min 30 s Niederreiter (Ambühl, Kurashev) — 51 min 56 s (SN) - | 1-0 1-1 2-1 3-1 4-1 5-1 5-2 | - Vikingstad (Thoresen, Johannesen) — 14 min 53 s - Brandsegg-Nygård (Thoresen, Zuccarello Aasen) — 58 min 56 s (SN) | Arbitrage : Riku Brander et Christoffer Holm Juges de lignes : Shane Gustafson et Andreas Hofer |
| Genoni           | Gardiens | Arntzen                     | | Arbitrage : Riku Brander et Christoffer Holm Juges de lignes : Shane Gustafson et Andreas Hofer |
| 6 min            | Pénalités | 6 min                       | | Arbitrage : Riku Brander et Christoffer Holm Juges de lignes : Shane Gustafson et Andreas Hofer |
| 40               | Tirs | 15                          | | Arbitrage : Riku Brander et Christoffer Holm Juges de lignes : Shane Gustafson et Andreas Hofer |

| 10 mai | Tchéquie | 1-0 (TB) (0-0, 0-0, 0-0, 0-0, 1-0) | Finlande | O2 Arena 17 413 spectateurs |

| Feuille de match | Feuille de match   | Feuille de match | Feuille de match | Feuille de match                                                                       |
| ---------------- | ------------------ | ---------------- | ---------------- | -------------------------------------------------------------------------------------- |
|                  | Kaše — 65 min (TB) | 1-0              |                  | Arbitrage : Andris Ansons et Mikael Holm Juges de lignes : Nick Briganti et Oto Durmis |
| Dostál           | Gardiens           | Säteri           |                  | Arbitrage : Andris Ansons et Mikael Holm Juges de lignes : Nick Briganti et Oto Durmis |
| 8 min            | Pénalités          | 6 min            |                  | Arbitrage : Andris Ansons et Mikael Holm Juges de lignes : Nick Briganti et Oto Durmis |
| 28               | Tirs               | 21               |                  | Arbitrage : Andris Ansons et Mikael Holm Juges de lignes : Nick Briganti et Oto Durmis |

| 11 mai | Grande-Bretagne | 2-4 (1-1, 0-3, 1-0) | Canada | O2 Arena 16 935 spectateurs |

| Feuille de match | Feuille de match                                                                 | Feuille de match        | Feuille de match | Feuille de match                                                                                    |
| ---------------- | -------------------------------------------------------------------------------- | ----------------------- | --- | --------------------------------------------------------------------------------------------------- |
|                  | Kirk (Mosey, Lake) — 7 min 47 s (SN) - O'Connor (Kirk, Betteridge) — 48 min 49 s | 1-0 1-1 1-2 1-3 1-4 2-4 | - Bunting (Byram) — 8 min 17 s Hagel (Zellweger, Dubois) — 25 min 45 s Bedard (Bunting, Zellweger) — 31 min 39 s Bedard (Paul, Guhle) — 35 min 29 s - | Arbitrage : Christoffer Holm et Kristian Vikman Juges de lignes : Shane Gustafson et Anders Nyqvist |
| Whistle          | Gardiens                                                                         | Hofer                   | | Arbitrage : Christoffer Holm et Kristian Vikman Juges de lignes : Shane Gustafson et Anders Nyqvist |
| 8 min            | Pénalités                                                                        | 4 min                   | | Arbitrage : Christoffer Holm et Kristian Vikman Juges de lignes : Shane Gustafson et Anders Nyqvist |
| 15               | Tirs                                                                             | 34                      | | Arbitrage : Christoffer Holm et Kristian Vikman Juges de lignes : Shane Gustafson et Anders Nyqvist |

| 11 mai | Autriche | 1-5 (1-2, 0-1, 0-2) | Danemark | O2 Arena 15 719 spectateurs |

| Feuille de match | Feuille de match                          | Feuille de match        | Feuille de match | Feuille de match                                                                          |
| ---------------- | ----------------------------------------- | ----------------------- | --- | ----------------------------------------------------------------------------------------- |
|                  | - Ganahl (Haudum, Rohrer) — 19 min 35 s - | 0-1 0-2 1-2 1-3 1-4 1-5 | M. Lauridsen (Blichfeld, Russell) — 13 min 19 s Storm — 16 min 11 s (IN) - Blichfield (Wejse, O. Lauridsen) — 38 min 54 s Scheel (Bruggisser, Jensen) — 53 min 44 s Blichfield (Aagaard, Russell) — 58 min 57 s (SN) | Arbitrage : Mikael Holm et André Schrader Juges de lignes : Nick Briganti et Daniel Hynek |
| Madlener         | Gardiens                                  | Dichow                  | | Arbitrage : Mikael Holm et André Schrader Juges de lignes : Nick Briganti et Daniel Hynek |
| 12 min           | Pénalités                                 | 6 min                   | | Arbitrage : Mikael Holm et André Schrader Juges de lignes : Nick Briganti et Daniel Hynek |
| 17               | Tirs                                      | 34                      | | Arbitrage : Mikael Holm et André Schrader Juges de lignes : Nick Briganti et Daniel Hynek |

| 11 mai | Norvège | 3-6 (3-2, 0-1, 0-3) | Tchéquie | O2 Arena 17 413 spectateurs |

| Feuille de match | Feuille de match | Feuille de match                    | Feuille de match | Feuille de match                                                                              |
| ---------------- | --- | ----------------------------------- | --- | --------------------------------------------------------------------------------------------- |
|                  | - Solberg (Thoresen, Zuccarello Aasen) — 6 min 37 s Steen (Trettenes) — 12 min 10 s (IN) Salsten (Solberg, Zuccarello Aasen) — 16 min 32 s - | 0-1 1-1 2-1 3-1 3-2 3-3 3-4 3-5 3-6 | Červenka (Kundrátek, Kaše) — 6 min 6 s - Červenka (Sedlák, Kaše) — 17 min 12 s Beránek (Kempný) — 35 min 54 s Stránský (Krejčík, Kämpf) — 45 min 19 s Hájek (Palát) — 56 min 59 s Palát (Kämpf, Voženílek) — 59 min 6 s (CV) | Arbitrage : Tomáš Hronský et Sean MacFarlane Juges de lignes : Tim Heffner et Ludvig Lundgren |
| Haukeland        | Gardiens | Mrázek                              | | Arbitrage : Tomáš Hronský et Sean MacFarlane Juges de lignes : Tim Heffner et Ludvig Lundgren |
| 16 min           | Pénalités | 10 min                              | | Arbitrage : Tomáš Hronský et Sean MacFarlane Juges de lignes : Tim Heffner et Ludvig Lundgren |
| 11               | Tirs | 49                                  | | Arbitrage : Tomáš Hronský et Sean MacFarlane Juges de lignes : Tim Heffner et Ludvig Lundgren |

| 12 mai | Finlande | 8-0 (1-0, 5-0, 2-0) | Grande-Bretagne | O2 Arena 15 433 spectateurs |

| Feuille de match | Feuille de match | Feuille de match                | Feuille de match | Feuille de match                                                                         |
| ---------------- | --- | ------------------------------- | ---------------- | ---------------------------------------------------------------------------------------- |
|                  | Kapanen (Kaski) — 16 min 14 s Puljujärvi (Kaski, Oksanen) — 21 min 15 s Innala (Granlund, Pakarinen) — 24 min 52 s (SN) Riikola (Puljujärvi, Oksanen) — 32 min 49 s Kapanen (Puljujärvi, Granlund) — 36 min 1 s Määttä (Granlund) — 38 min 45 s Lehtonen (Helenius, Granlund) — 46 min 39 s Kapanen (Määttä, Oksanen) — 52 min 57 s | 1-0 2-0 3-0 4-0 5-0 6-0 7-0 8-0 |                  | Arbitrage : Andris Ansons et Mikael Holm Juges de lignes : Oto Durmis et Ludvig Lundgren |
| Larmi            | Gardiens | Bowns                           |                  | Arbitrage : Andris Ansons et Mikael Holm Juges de lignes : Oto Durmis et Ludvig Lundgren |
| 4 min            | Pénalités | 10 min                          |                  | Arbitrage : Andris Ansons et Mikael Holm Juges de lignes : Oto Durmis et Ludvig Lundgren |
| 47               | Tirs | 14                              |                  | Arbitrage : Andris Ansons et Mikael Holm Juges de lignes : Oto Durmis et Ludvig Lundgren |

| 12 mai | Danemark | 1-5 (0-2, 1-0, 0-3) | Canada | O2 Arena 16 015 spectateurs |

| Feuille de match | Feuille de match                         | Feuille de match        | Feuille de match | Feuille de match                                                                         |
| ---------------- | ---------------------------------------- | ----------------------- | --- | ---------------------------------------------------------------------------------------- |
|                  | - Wejse (Storm, Poulsen) — 26 min 15 s - | 0-1 0-2 1-2 1-3 1-4 1-5 | Bedard (Bunting, Guhle) — 2 min 24 s Cozens (Tavares, Byram) — 15 min 25 s (SN) - Bedard (Guenther) — 41 min 52 s Mercer (McBain, Tanev, m58) (CV) Dubois (Bedard, Zellweger) — 59 min 39 s (SN) | Arbitrage : Riku Brander et Tomáš Hronský Juges de lignes : Tim Heffner et Andreas Hofer |
| Dichow           | Gardiens                                 | Binnington              | | Arbitrage : Riku Brander et Tomáš Hronský Juges de lignes : Tim Heffner et Andreas Hofer |
| 12 min           | Pénalités                                | 12 min                  | | Arbitrage : Riku Brander et Tomáš Hronský Juges de lignes : Tim Heffner et Andreas Hofer |
| 20               | Tirs                                     | 42                      | | Arbitrage : Riku Brander et Tomáš Hronský Juges de lignes : Tim Heffner et Andreas Hofer |

| 12 mai | Autriche | 5-6 (2-1, 2-3, 1-2) | Suisse | O2 Arena 13 512 spectateurs |

| Feuille de match | Feuille de match | Feuille de match                            | Feuille de match | Feuille de match                                                                                   |
| ---------------- | --- | ------------------------------------------- | --- | -------------------------------------------------------------------------------------------------- |
|                  | Unterweger (Rossi) — 4 min 15 s Huber (Rohrer) — 14 min 33 s - Haudum (Zwerger, Unterweger) — 21 min 48 s (SN) - Haudum (Unterweger, Huber) — 34 min 45 s (SN) - Baumgartner (Maier, Strong) — 52 min 17 s - | 1-0 2-0 2-1 3-1 3-2 3-3 3-4 4-4 4-5 5-5 5-6 | - Josi (Loeffel, Ambühl) — 15 min 48 s (2 SN) - Hischier (Josi, Loeffel) — 22 min 26 s Josi (Ambühl, Hischier) — 29 min 30 s (2 SN) Jäger (Andrighetto, Kukan) — 29 min 43 s (SN) - Hischier (Kurashev, Niederreiter) — 40 min 43 s (SN) - Hischier (Josi, Ambühl) — 59 min 9 s (SN) | Arbitrage : Sean MacFarlane et Kristian Vikman Juges de lignes : Shane Gustafson et Anders Nyqvist |
| Kickert          | Gardiens | Berra (40 min) Schmid (20 min)              | | Arbitrage : Sean MacFarlane et Kristian Vikman Juges de lignes : Shane Gustafson et Anders Nyqvist |
| 12 min           | Pénalités | 6 min                                       | | Arbitrage : Sean MacFarlane et Kristian Vikman Juges de lignes : Shane Gustafson et Anders Nyqvist |
| 18               | Tirs | 36                                          | | Arbitrage : Sean MacFarlane et Kristian Vikman Juges de lignes : Shane Gustafson et Anders Nyqvist |

| 13 mai | Norvège | 1-4 (0-2, 1-2, 0-0) | Finlande | O2 Arena 16 127 spectateurs |

| Feuille de match- | Feuille de match-                       | Feuille de match-   | Feuille de match- | Feuille de match-                                                                               |
| ----------------- | --------------------------------------- | ------------------- | --- | ----------------------------------------------------------------------------------------------- |
|                   | - - Krogdahl (Johannesen) — 38 min 47 s | 0-1 0-2 0-3 0-4 1-4 | Kapanen (Kaski) — 6 min 49 s (SN) Hyry (Kaski, Innala) — 17 min 56 s Hyry (Jääskä, Innala) — 20 min 27 s Kapanen (Oksanen) — 30 min 59 s - | Arbitrage : Christoffer Holm et Tomáš Hronský Juges de lignes : Daniel Hynek et Ludvig Lundgren |
| Arntzen           | Gardiens                                | Säteri              | | Arbitrage : Christoffer Holm et Tomáš Hronský Juges de lignes : Daniel Hynek et Ludvig Lundgren |
| 10 min            | Pénalités                               | 4 min               | | Arbitrage : Christoffer Holm et Tomáš Hronský Juges de lignes : Daniel Hynek et Ludvig Lundgren |
| 14                | Tirs                                    | 42                  | | Arbitrage : Christoffer Holm et Tomáš Hronský Juges de lignes : Daniel Hynek et Ludvig Lundgren |

| 13 mai | Suisse | 2-1 (TB) (1-0, 0-1, 0-0, 0-0, 1-0) | Tchéquie | O2 Arena 17 413 spectateurs |

| Feuille de match | Feuille de match                                                   | Feuille de match | Feuille de match                                   | Feuille de match                                                                           |
| ---------------- | ------------------------------------------------------------------ | ---------------- | -------------------------------------------------- | ------------------------------------------------------------------------------------------ |
|                  | Fiala (Hischier, Josi) — 13 min 36 s (SN) - Kurashev — 65 min (TB) | 1-0 1-1 2-1      | - Stránský (Špaček, Červenka) — 35 min 57 s (SN) - | Arbitrage : Andris Ansons et André Schrader Juges de lignes : Oto Durmis et Anders Nyqvist |
| Genoni           | Gardiens                                                           | Dostál           |                                                    | Arbitrage : Andris Ansons et André Schrader Juges de lignes : Oto Durmis et Anders Nyqvist |
| 10 min           | Pénalités                                                          | 12 min           |                                                    | Arbitrage : Andris Ansons et André Schrader Juges de lignes : Oto Durmis et Anders Nyqvist |
| 26               | Tirs                                                               | 24               |                                                    | Arbitrage : Andris Ansons et André Schrader Juges de lignes : Oto Durmis et Anders Nyqvist |

| 14 mai | Danemark | 0-2 (0-0, 0-1, 0-1) | Norvège | O2 Arena 10 011 spectateurs |

| Feuille de match | Feuille de match | Feuille de match | Feuille de match                                                                       | Feuille de match                                                                                   |
| ---------------- | ---------------- | ---------------- | -------------------------------------------------------------------------------------- | -------------------------------------------------------------------------------------------------- |
|                  |                  | 0-1 0-2          | Brandsegg-Nygård (Zuccarello Aasen, Thoresen) — 27 min 45 s Salsten — 59 min 49 s (CV) | Arbitrage : Mikko Kaukokari et Sean MacFarlane Juges de lignes : Kevin Briganti et Shane Gustafson |
| Dichow           | Gardiens         | Haukeland        |                                                                                        | Arbitrage : Mikko Kaukokari et Sean MacFarlane Juges de lignes : Kevin Briganti et Shane Gustafson |
| 4 min            | Pénalités        | 6 min            |                                                                                        | Arbitrage : Mikko Kaukokari et Sean MacFarlane Juges de lignes : Kevin Briganti et Shane Gustafson |
| 24               | Tirs             | 29               |                                                                                        | Arbitrage : Mikko Kaukokari et Sean MacFarlane Juges de lignes : Kevin Briganti et Shane Gustafson |

| 14 mai | Canada | 7-6 (pr) (3-1, 3-0, 0-5, 1-0) | Autriche | O2 Arena 14 704 spectateurs |

| Feuille de match | Feuille de match | Feuille de match                                    | Feuille de match | Feuille de match                                                                           |
| ---------------- | --- | --------------------------------------------------- | --- | ------------------------------------------------------------------------------------------ |
|                  | Cozens (Mangiapane, Guhle) — 6 min 34 s Guhle (Tavares, Hagel) — 9 min 21 s - Byram (Zellweger) — 13 min 29 s McCann ((Bunting) — 22 min 57 s Bedard (Guenther, Parayko) — 29 min 32 s Dubois (Hagel, Power) — 37 min 57 s - Tavares (Dubois, Parayko) — 60 min 15 s | 1–0 2–0 2–1 3–1 4–1 5–1 6–1 6–2 6–3 6–4 6–5 6–6 7–6 | - Nissner (M. Huber, Raffl) — 10 min 11 s - Baumgartner (Schneider) — 43 min 14 s Schneider (Zwerger, Wolf) — 44 min 8 s Zwerger (Nickl) — 50 min 41 s Schneider (Zwerger, Rossi) — 55 min 56 s Rossi — 59 min 11 s (JS) - | Arbitrage : Andris Ansons et Lassi Heikkinen Juges de lignes : Daniel Hynek et Dāvis Zunde |
| Binnington       | Gardiens | Madlener                                            | | Arbitrage : Andris Ansons et Lassi Heikkinen Juges de lignes : Daniel Hynek et Dāvis Zunde |
| 4 min            | Pénalités | 4 min                                               | | Arbitrage : Andris Ansons et Lassi Heikkinen Juges de lignes : Daniel Hynek et Dāvis Zunde |
| 49               | Tirs | 21                                                  | | Arbitrage : Andris Ansons et Lassi Heikkinen Juges de lignes : Daniel Hynek et Dāvis Zunde |

| 15 mai | Tchéquie | 7-4 (1-1, 2-1, 4-2) | Danemark | O2 Arena 17 413 spectateurs |

| Feuille de match | Feuille de match | Feuille de match                            | Feuille de match | Feuille de match                                                                               |
| ---------------- | --- | ------------------------------------------- | --- | ---------------------------------------------------------------------------------------------- |
|                  | - Rutta (Kämpf) — 19 min 52 s Flek (Kondelík, Voženílek) — 22 min 50 s Sedlák (Kaše, Červenka) — 24 min 29 s - Kundrátek (Tomášek, Krejčík) — 46 min 16 s Kubalík (Tomášek, Palát) — 51 min 10 s Stránský (Kämpf, Voženílek) — 51 min 30 s - Palát (Kempný) — 53 min 8 s | 0–1 1–1 2–1 3–1 3–2 3–3 4–3 5–3 6–3 6–4 7–4 | Wejse (Blichfeld, Bruggisser) — 18 min 54 s (SN) - Russell (Jensen, Bruggisser) — 39 min 36 s Mølgaard (Lauridsen, Lassen) — 44 min 43 s - From (Scheel, Wejse) — 51 min 51 s - | Arbitrage : Tomáš Hronský et André Schrader Juges de lignes : Kevin Briganti et Anders Nyqvist |
| Dostál           | Gardiens | Dichow                                      | | Arbitrage : Tomáš Hronský et André Schrader Juges de lignes : Kevin Briganti et Anders Nyqvist |
| 6 min            | Pénalités | 6 min                                       | | Arbitrage : Tomáš Hronský et André Schrader Juges de lignes : Kevin Briganti et Anders Nyqvist |
| 39               | Tirs | 18                                          | | Arbitrage : Tomáš Hronský et André Schrader Juges de lignes : Kevin Briganti et Anders Nyqvist |

| 15 mai | Suisse | 3-0 (2-0, 1-0, 0-0) | Grande-Bretagne | O2 Arena 15 239 spectateurs |

| Feuille de match | Feuille de match | Feuille de match | Feuille de match | Feuille de match                                                                              |
| ---------------- | --- | ---------------- | ---------------- | --------------------------------------------------------------------------------------------- |
|                  | Hischier (Josi, Fiala) — 3 min 48 s Kukan (Siegenthaler, Herzog) — 13 min 36 s Niederreiter (Fiala, Josi) — 38 min 36 s (SN) | 1-0 2-0 3-0      |                  | Arbitrage : Andris Ansons et Lassi Heikkinen Juges de lignes : Tim Heffner et Ludvig Lundgren |
| Schmid           | Gardiens | Whistle          |                  | Arbitrage : Andris Ansons et Lassi Heikkinen Juges de lignes : Tim Heffner et Ludvig Lundgren |
| 10 min           | Pénalités | 10 min           |                  | Arbitrage : Andris Ansons et Lassi Heikkinen Juges de lignes : Tim Heffner et Ludvig Lundgren |
| 30               | Tirs | 15               |                  | Arbitrage : Andris Ansons et Lassi Heikkinen Juges de lignes : Tim Heffner et Ludvig Lundgren |

| 16 mai | Finlande | 2-3 (2-0, 0-1, 0-2) | Autriche | O2 Arena 15 387 spectateurs |

| Feuille de match | Feuille de match                                                                       | Feuille de match    | Feuille de match | Feuille de match                                                                                  |
| ---------------- | -------------------------------------------------------------------------------------- | ------------------- | --- | ------------------------------------------------------------------------------------------------- |
|                  | Mäenalanen (Pakarinen, Vittasmäki) — 2 min 51 s Kapanen (Riikola, Kaski) — 8 min 6 s - | 1-0 2-0 2-1 2-2 2-3 | - M. Huber (Raffl, Nissner) — 23 min 36 s Nickl (Nissner, M. Huber) — 49 min 51 s Baumgartner (Haudum, Ganahl) — 59 min 59 s | Arbitrage : Tobias Björk et Michael Tscherrig Juges de lignes : Tarrington Wyonzek et Dāvis Zunde |
| Säteri           | Gardiens                                                                               | Kickert             | | Arbitrage : Tobias Björk et Michael Tscherrig Juges de lignes : Tarrington Wyonzek et Dāvis Zunde |
| 6 min            | Pénalités                                                                              | 6 min               | | Arbitrage : Tobias Björk et Michael Tscherrig Juges de lignes : Tarrington Wyonzek et Dāvis Zunde |
| 32               | Tirs                                                                                   | 20                  | | Arbitrage : Tobias Björk et Michael Tscherrig Juges de lignes : Tarrington Wyonzek et Dāvis Zunde |

| 16 mai | Canada | 4-1 (1-0, 1-0, 2-1) | Norvège | O2 Arena 16 418 spectateurs |

| Feuille de match | Feuille de match | Feuille de match    | Feuille de match                           | Feuille de match                                                                                 |
| ---------------- | --- | ------------------- | ------------------------------------------ | ------------------------------------------------------------------------------------------------ |
|                  | Tanev (Guhle, McBain) — 11 min 50 s Mangiapane (Byram, Oleksiak) — 22 min 16 s - Cozens — 46 min 37 s McCann (Daws) — 58 min 30 s (CV) | 1-0 2-0 2-1 3-1 4-1 | - Solberg (Salsten, Steen) — 42 min 47 s - | Arbitrage : Mikko Kaukokari et André Schrader Juges de lignes : Daniel Hynek et Lauri Nikulainen |
| Daws             | Gardiens | Haukeland           |                                            | Arbitrage : Mikko Kaukokari et André Schrader Juges de lignes : Daniel Hynek et Lauri Nikulainen |
| 6 min            | Pénalités | 6 min               |                                            | Arbitrage : Mikko Kaukokari et André Schrader Juges de lignes : Daniel Hynek et Lauri Nikulainen |
| 33               | Tirs | 6                   |                                            | Arbitrage : Mikko Kaukokari et André Schrader Juges de lignes : Daniel Hynek et Lauri Nikulainen |

| 17 mai | Grande-Bretagne | 3-4 (2-2, 1-1, 0-1) | Danemark | O2 Arena 16 277 spectateurs |

| Feuille de match | Feuille de match | Feuille de match            | Feuille de match | Feuille de match                                                                                   |
| ---------------- | --- | --------------------------- | --- | -------------------------------------------------------------------------------------------------- |
|                  | Kirk (Curran, Ruopp) — 5 min 25 s - Neilson (Mosey, Lake) — 10 min 34 s - Halbert (Lachowicz, Perlini) — 38 min 34 s - | 1–0 1–1 1–2 2–2 2–3 3–3 3–4 | - Aagaard (Mølgaard, Olesen) — 6 min 26 s Bruggisser (Olesen, Wejse) — 8 min 25 s (SN) - Aagaard (Olesen, Mølgaard) — 21 min 42 s - Wejse (Blichfeld, Bruggisser) — 52 min 1 s (SN) | Arbitrage : Tobias Björk et Sean MacFarlane Juges de lignes : Kevin Briganti et Tarrington Wyonzek |
| Whistle          | Gardiens | Dichow                      | | Arbitrage : Tobias Björk et Sean MacFarlane Juges de lignes : Kevin Briganti et Tarrington Wyonzek |
| 14 min           | Pénalités | 12 min                      | | Arbitrage : Tobias Björk et Sean MacFarlane Juges de lignes : Kevin Briganti et Tarrington Wyonzek |
| 31               | Tirs | 28                          | | Arbitrage : Tobias Björk et Sean MacFarlane Juges de lignes : Kevin Briganti et Tarrington Wyonzek |

| 17 mai | Tchéquie | 4-0 (1-0, 2-0, 1-0) | Autriche | O2 Arena 17 413 spectateurs |

| Feuille de match | Feuille de match | Feuille de match | Feuille de match | Feuille de match                                                                                 |
| ---------------- | --- | ---------------- | ---------------- | ------------------------------------------------------------------------------------------------ |
|                  | Kaše — 19 min 32 s (TP) Kubalík (Tomášek, Špaček) — 35 min 49 s (SN) Flek (Stránský) — 36 min 53 s (SN) Tomášek (Palát, Kubalík) — 41 min 31 s | 1-0 2-0 3-0 4-0  |                  | Arbitrage : Lassi Heikkinen et Mikko Kaukokari Juges de lignes : Tim Heffner et Lauri Nikulainen |
| Mrázek           | Gardiens | Madlener         |                  | Arbitrage : Lassi Heikkinen et Mikko Kaukokari Juges de lignes : Tim Heffner et Lauri Nikulainen |
| 6 min            | Pénalités | 6 min            |                  | Arbitrage : Lassi Heikkinen et Mikko Kaukokari Juges de lignes : Tim Heffner et Lauri Nikulainen |
| 30               | Tirs | 21               |                  | Arbitrage : Lassi Heikkinen et Mikko Kaukokari Juges de lignes : Tim Heffner et Lauri Nikulainen |

| 18 mai | Danemark | 0-8 (0-2, 0-3, 0-3) | Suisse | O2 Arena 17 225 spectateurs |

| Feuille de match                 | Feuille de match | Feuille de match                | Feuille de match | Feuille de match                                                                               |
| -------------------------------- | ---------------- | ------------------------------- | --- | ---------------------------------------------------------------------------------------------- |
|                                  |                  | 0–1 0–2 0–3 0–4 0–5 0–6 0–7 0–8 | Hischier (Fiala, Josi) — 4 min 10 s Josi — 17 min 15 s Fiala (Ambühl, Hischier) — 20 min 39 s (SN) Fiala (Hischier) — 23 min 58 s Senteler (Simion) — 33 min 43 s Thürkauf — 42 min 49 s (IN) Bertschy (Scherwey, Thurkauf) — 45 min 26 s Scherwey (Bertschy, Kukan) — 54 min 18 s | Arbitrage : Jan Hribik et Mikko Kaukokari Juges de lignes : Daniel Hynek et Tarrington Wyonzek |
| Dichow (40 min) Seldrup (20 min) | Gardiens         | Genoni                          | | Arbitrage : Jan Hribik et Mikko Kaukokari Juges de lignes : Daniel Hynek et Tarrington Wyonzek |
| 10 min                           | Pénalités        | 4 min                           | | Arbitrage : Jan Hribik et Mikko Kaukokari Juges de lignes : Daniel Hynek et Tarrington Wyonzek |
| 17                               | Tirs             | 29                              | | Arbitrage : Jan Hribik et Mikko Kaukokari Juges de lignes : Daniel Hynek et Tarrington Wyonzek |

| 18 mai | Canada | 5-3 (2-2, 1-1, 2-0) | Finlande | O2 Arena 17 303 spectateurs |

| Feuille de match | Feuille de match | Feuille de match                | Feuille de match | Feuille de match                                                                              |
| ---------------- | --- | ------------------------------- | --- | --------------------------------------------------------------------------------------------- |
|                  | - Cozens (Mangiapane, Power) — 14 min 53 s Tanev (Tavares) — 16 min 30 s - Power (Cozens, Parayko) — 37 min 12 s Hagel (Tavares, Dubois) — 51 min 32 s Mercer (Power) — 59 min 39 s (CV) | 0–1 0–2 1–2 2–2 2–3 3–3 4–3 5–3 | Puljujärvi (Rissanen, Innala) — 1 min 35 s Puustinen (Hyry, Saarijärvi) — 3 min 51 s (SN) - Puljujärvi (Vittasmäki, Mäenalanen) — 36 min 7 s - | Arbitrage : Sean MacFarlane et André Schrader Juges de lignes : Emil Yletyinen et Dāvis Zunde |
| Binnington       | Gardiens | Säteri                          | | Arbitrage : Sean MacFarlane et André Schrader Juges de lignes : Emil Yletyinen et Dāvis Zunde |
| 31 min           | Pénalités | 8 min                           | | Arbitrage : Sean MacFarlane et André Schrader Juges de lignes : Emil Yletyinen et Dāvis Zunde |
| 22               | Tirs | 32                              | | Arbitrage : Sean MacFarlane et André Schrader Juges de lignes : Emil Yletyinen et Dāvis Zunde |

| 18 mai | Tchéquie | 4-1 (2-0, 2-1, 0-0) | Grande-Bretagne | O2 Arena 17 413 spectateurs |

| Feuille de match | Feuille de match | Feuille de match    | Feuille de match                              | Feuille de match                                                                               |
| ---------------- | --- | ------------------- | --------------------------------------------- | ---------------------------------------------------------------------------------------------- |
|                  | Sedlák (Červenka, Krejčík) — 2 min 18 s Krejčík (Gudas, Červenka) — 4 min 46 s Sedlák (Červenka, Kaše) — 20 min 36 s - Kaše (Sedlák, Červenka) — 32 min 15 s (SN) | 1–0 2–0 3–0 3–1 4–1 | - Mosey (Kirk, O'Connor) — 22 min 17 s (SN) - | Arbitrage : Mark Pearce et Michael Tscherrig Juges de lignes : Dario Fuchs et Lauri Nikulainen |
| Dostál           | Gardiens | Bowns               |                                               | Arbitrage : Mark Pearce et Michael Tscherrig Juges de lignes : Dario Fuchs et Lauri Nikulainen |
| 10 min           | Pénalités | 4 min               |                                               | Arbitrage : Mark Pearce et Michael Tscherrig Juges de lignes : Dario Fuchs et Lauri Nikulainen |
| 45               | Tirs | 15                  |                                               | Arbitrage : Mark Pearce et Michael Tscherrig Juges de lignes : Dario Fuchs et Lauri Nikulainen |

| 19 mai | Norvège | 1-4 (0-0, 0-3, 1-1) | Autriche | O2 Arena 16 565 spectateurs |

| Feuille de match | Feuille de match                               | Feuille de match    | Feuille de match | Feuille de match                                                                              |
| ---------------- | ---------------------------------------------- | ------------------- | --- | --------------------------------------------------------------------------------------------- |
|                  | - Engebråten (Zuccarello Aasen) — 53 min 4 s - | 0–1 0–2 0–3 1–3 1–4 | Schneider (Heinrich, Rossi) — 28 min 14 s Zwerger (Schneider, Rossi) — 28 min 54 s Schneider (Rossi, Brunner) — 33 min 53 s (JS) - M. Huber (Zwerger) — 57 min 24 s (CV) | Arbitrage : Tobias Björk et Michael Tscherrig Juges de lignes : Dario Fuchs et Emil Yletyinen |
| Haukeland        | Gardiens                                       | Kickert             | | Arbitrage : Tobias Björk et Michael Tscherrig Juges de lignes : Dario Fuchs et Emil Yletyinen |
| 12 min           | Pénalités                                      | 10 min              | | Arbitrage : Tobias Björk et Michael Tscherrig Juges de lignes : Dario Fuchs et Emil Yletyinen |
| 27               | Tirs                                           | 27                  | | Arbitrage : Tobias Björk et Michael Tscherrig Juges de lignes : Dario Fuchs et Emil Yletyinen |

| 19 mai | Suisse | 2-3 (1-1, 1-2, 0-0) | Canada | O2 Arena 17 268 spectateurs |

| Feuille de match | Feuille de match                                                                    | Feuille de match    | Feuille de match | Feuille de match                                                                               |
| ---------------- | ----------------------------------------------------------------------------------- | ------------------- | --- | ---------------------------------------------------------------------------------------------- |
|                  | - Fiala (Hischier, Josi) — 11 min 15 s (SN) Loeffel (Thürkauf, Fora) — 25 min 3 s - | 0-1 1-1 2-1 2-2 2-3 | Cozens (Tavares, Mangiapane) — 1 min 42 s (SN) - Cozens (Mangiapane, Tavares) — 28 min 46 s (SN) Paul (Mangiapane, Cozens) — 30 min 39 s (SN) | Arbitrage : Lassi Heikkinen et Jan Hribik Juges de lignes : Kevin Briganti et Lauri Nikulainen |
| Genoni           | Gardiens                                                                            | Binnington          | | Arbitrage : Lassi Heikkinen et Jan Hribik Juges de lignes : Kevin Briganti et Lauri Nikulainen |
| 31 min           | Pénalités                                                                           | 12 min              | | Arbitrage : Lassi Heikkinen et Jan Hribik Juges de lignes : Kevin Briganti et Lauri Nikulainen |
| 22               | Tirs                                                                                | 23                  | | Arbitrage : Lassi Heikkinen et Jan Hribik Juges de lignes : Kevin Briganti et Lauri Nikulainen |

| 20 mai | Grande-Bretagne | 2-5 (0-3, 1-1, 1-1) | Norvège | O2 Arena 13 679 spectateurs |

| Feuille de match | Feuille de match                                                                       | Feuille de match            | Feuille de match | Feuille de match                                                                       |
| ---------------- | -------------------------------------------------------------------------------------- | --------------------------- | --- | -------------------------------------------------------------------------------------- |
|                  | - Perlini (Dowd, O'Connor) — 24 min 56 s (SN) - Betteridge (Lake, Mosey) — 47 min 25 s | 0–1 0–2 0–3 0–4 1–4 1–5 2–5 | Vikingstad (Krogdahl, Engebråten) — 4 min 34 s Thoresen — 6 min 46 s Olsen (Steen, Brandsegg-Nygård) — 12 min 25 s Brandsegg-Nygård (Thoresen, Zuccarello Aasen) — 21 min 18 s (SN) - Olsen (Brandsegg-Nygård) — 44 min 36 s - | Arbitrage : Martin Fraňo et Mark Pearce Juges de lignes : Jiří Ondráček et Dāvis Zunde |
| Whistle          | Gardiens                                                                               | Haukeland                   | | Arbitrage : Martin Fraňo et Mark Pearce Juges de lignes : Jiří Ondráček et Dāvis Zunde |
| 12 min           | Pénalités                                                                              | 6 min                       | | Arbitrage : Martin Fraňo et Mark Pearce Juges de lignes : Jiří Ondráček et Dāvis Zunde |
| 25               | Tirs                                                                                   | 42                          | | Arbitrage : Martin Fraňo et Mark Pearce Juges de lignes : Jiří Ondráček et Dāvis Zunde |

| 20 mai | Finlande | 3-1 (0-0, 0-0, 3-1) | Danemark | O2 Arena 16 251 spectateurs |

| Feuille de match | Feuille de match                                                                             | Feuille de match | Feuille de match                                | Feuille de match                                                                              |
| ---------------- | -------------------------------------------------------------------------------------------- | ---------------- | ----------------------------------------------- | --------------------------------------------------------------------------------------------- |
|                  | Björninen (Mattila, Määttä) — 43 min 26 s Rissanen — 45 min 3 s - Jormakka — 59 min 7 s (CV) | 1-0 2-0 2-1 3-1  | - True (Mølgaard, Russell) — 58 min 16 s (JS) - | Arbitrage : Michael Campbell et Michael Tscherrig Juges de lignes : Dario Fuchs et Josef Špůr |
| Emil Larmi       | Gardiens                                                                                     | Mathias Seldrup  |                                                 | Arbitrage : Michael Campbell et Michael Tscherrig Juges de lignes : Dario Fuchs et Josef Špůr |
| 4 min            | Pénalités                                                                                    | 8 min            |                                                 | Arbitrage : Michael Campbell et Michael Tscherrig Juges de lignes : Dario Fuchs et Josef Špůr |
| 35               | Tirs                                                                                         | 22               |                                                 | Arbitrage : Michael Campbell et Michael Tscherrig Juges de lignes : Dario Fuchs et Josef Špůr |

| 21 mai | Autriche | 2-4 (0-0, 1-1, 1-3) | Grande-Bretagne | O2 Arena 16 306 spectateurs |

| Feuille de match | Feuille de match                                                                                | Feuille de match        | Feuille de match | Feuille de match                                                                    |
| ---------------- | ----------------------------------------------------------------------------------------------- | ----------------------- | --- | ----------------------------------------------------------------------------------- |
|                  | Unterweger (Zwerger, Haudum) — 22 min 40 s (SN) - M. Huber (Haudum, Zwerger) — 59 min 15 s (SN) | 1–0 1–1 1–2 1–3 1–4 2–4 | - O'Connor (Lake) — 27 min 44 s (2 SN) Perlini (Dowd, O'Connor) — 41 min 59 s (SN) Mosey (Duggan, Tetlow) — 50 min 25 s Dowd (Perlini) — 55 min 31 s (CV) - | Arbitrage : Jan Hribik et Mark Pearce Juges de lignes : Jiří Ondráček et Josef Špůr |
| Kickert          | Gardiens                                                                                        | Bowns                   | | Arbitrage : Jan Hribik et Mark Pearce Juges de lignes : Jiří Ondráček et Josef Špůr |
| 8 min            | Pénalités                                                                                       | 10 min                  | | Arbitrage : Jan Hribik et Mark Pearce Juges de lignes : Jiří Ondráček et Josef Špůr |
| 28               | Tirs                                                                                            | 32                      | | Arbitrage : Jan Hribik et Mark Pearce Juges de lignes : Jiří Ondráček et Josef Špůr |

| 21 mai | Canada | 4-3 (pr) (0-0, 0-0, 3-3, 1-0) | Tchéquie | O2 Arena 17 314 spectateurs |

| Feuille de match | Feuille de match | Feuille de match            | Feuille de match | Feuille de match                                                                               |
| ---------------- | --- | --------------------------- | --- | ---------------------------------------------------------------------------------------------- |
|                  | Cozens (Power, Paul) — 41 min 1 s (SN) - Mercer (Severson) — 51 min 1 s Hagel (Tavares, Dubois) — 55 min 42 s - Cozens — 63 min 13 s (IN) | 1–0 1–1 2–1 3–1 3–2 3–3 4–3 | - Kubalík (Nečas, Sedlák) — 49 min 11 s (SN) - Palát (Špaček, Červenka) — 56 min 56 s (SN + JS) Červenka (Nečas, Špaček) — 58 min 11 s (JS) - | Arbitrage : Tobias Björk et Mikko Kaukokari Juges de lignes : Kevin Briganti et Emil Yletyinen |
| Binnington       | Gardiens | Dostál                      | | Arbitrage : Tobias Björk et Mikko Kaukokari Juges de lignes : Kevin Briganti et Emil Yletyinen |
| 8 min            | Pénalités | 4 min                       | | Arbitrage : Tobias Björk et Mikko Kaukokari Juges de lignes : Kevin Briganti et Emil Yletyinen |
| 26               | Tirs | 22                          | | Arbitrage : Tobias Björk et Mikko Kaukokari Juges de lignes : Kevin Briganti et Emil Yletyinen |

| 21 mai | Finlande | 1-3 (0-0, 1-2, 0-1) | Suisse | O2 Arena 17 118 spectateurs |

| Feuille de match | Feuille de match                                   | Feuille de match | Feuille de match                                                                                               | Feuille de match                                                                                 |
| ---------------- | -------------------------------------------------- | ---------------- | --- | ------------------------------------------------------------------------------------------------ |
|                  | - Innala (Granlund, Lehtonen) — 37 min 51 s (SN) - | 0–1 0–2 1–2 1–3  | Fiala (Loeffel) — 25 min 14 s Glauser (Niederreiter, Fiala) — 27 min 26 s - Fiala (Niederreiter) — 56 min 33 s | Arbitrage : Michael Campbell et Martin Fraňo Juges de lignes : Tarrington Wyonzek et Dāvis Zunde |
| Säteri           | Gardiens                                           | Schmid           | | Arbitrage : Michael Campbell et Martin Fraňo Juges de lignes : Tarrington Wyonzek et Dāvis Zunde |
| 29 min           | Pénalités                                          | 4 min            | | Arbitrage : Michael Campbell et Martin Fraňo Juges de lignes : Tarrington Wyonzek et Dāvis Zunde |
| 16               | Tirs                                               | 26               | | Arbitrage : Michael Campbell et Martin Fraňo Juges de lignes : Tarrington Wyonzek et Dāvis Zunde |

#### Groupe B

##### Classement
| Clt   | Équipe     | PJ | V | VP | D | DP | BP | BC | Diff | Pts |
| ----- | ---------- | -- | - | -- | - | -- | -- | -- | ---- | --- |
| +001, | Suède      | 7  | 7 | 0  | 0 | 0  | 35 | 9  | +26  | 21  |
| +002, | États-Unis | 7  | 5 | 0  | 1 | 1  | 37 | 16 | +21  | 16  |
| +003, | Allemagne  | 7  | 5 | 0  | 2 | 0  | 34 | 24 | +10  | 15  |
| +004, | Slovaquie  | 7  | 3 | 1  | 2 | 1  | 26 | 23 | +3   | 12  |
| +005, | Lettonie   | 7  | 1 | 3  | 3 | 0  | 19 | 29 | -10  | 9   |
| +006, | Kazakhstan | 7  | 2 | 0  | 5 | 0  | 12 | 31 | -19  | 6   |
| +007, | France     | 7  | 1 | 0  | 5 | 1  | 13 | 26 | -13  | 4   |
| +008, | Pologne    | 7  | 0 | 0  | 6 | 1  | 11 | 29 | -18  | 1   |

- En gras : qualifié pour les quarts de finale
- En italique : relégué en Division IA

Pour les significations des abréviations, voir statistiques du hockey sur glace.

##### Matchs
| 10 mai | Slovaquie | 4-6 (0-0, 2-3, 2-3) | Allemagne | Ostravar Aréna 9 109 spectateurs |

| Feuille de match | Feuille de match | Feuille de match                        | Feuille de match | Feuille de match                                                                           |
| ---------------- | --- | --------------------------------------- | --- | ------------------------------------------------------------------------------------------ |
|                  | - Hrivík (Cehlárik, Slafkovský) — 36 min 6 s Fehérváry (Pospíšil) — 38 min 9 s - Hudáček (Slafkovský, Hrivík) — 54 min 13 s - Sukeľ (Kelemen, Regenda) — 59 min 45 s | 0-1 0-2 1-2 2-2 2-3 2-4 3-4 3-5 3-6 4-6 | Kahun (Ehliz, Pföderl) — 29 min 46 s (2 SN) Müller (Michaelis, Tuomie) — 32 min 31 s (SN) - Kälble — 39 min 31 s Michaelis (Pföderl, Ehliz) — 44 min 27 s - Pföderl (Ehliz, Müller) — 56 min 2 s Eder — 58 min 55 s (CV) - | Arbitrage : Lassi Heikkinen et Mark Pearce Juges de lignes : Kevin Briganti et Dāvis Zunde |
| Škorvánek        | Gardiens | Grubauer                                | | Arbitrage : Lassi Heikkinen et Mark Pearce Juges de lignes : Kevin Briganti et Dāvis Zunde |
| 14 min           | Pénalités | 8 min                                   | | Arbitrage : Lassi Heikkinen et Mark Pearce Juges de lignes : Kevin Briganti et Dāvis Zunde |
| 39               | Tirs | 22                                      | | Arbitrage : Lassi Heikkinen et Mark Pearce Juges de lignes : Kevin Briganti et Dāvis Zunde |

| 10 mai | Suède | 5-2 (1-0, 2-1, 2-1) | États-Unis | Ostravar Aréna 9 109 spectateurs |

| Feuille de match | Feuille de match | Feuille de match            | Feuille de match                                                                    | Feuille de match                                                                     |
| ---------------- | --- | --------------------------- | ----------------------------------------------------------------------------------- | ------------------------------------------------------------------------------------ |
|                  | Eriksson Ek (Heed, M. Johansson) — 8 min 20 s (JS) Raymond (Hedman, Eriksson Ek) — 23 min 45 s - M. Johansson (Holmberg, Pettersson) — 36 min 39 s - Hedman (Holmberg, Kempe) — 59 min 1 s (IN + CV) Eriksson Ek (Frödén) — 59 min 54 s | 1-0 2-0 2-1 3-1 3-2 4-2 5-2 | - Werenski (Jones, Boldy) — 32 min 32 s - Nelson (Gaudreau, Vlasic) — 43 min 43 s - | Arbitrage : Martin Fraňo et Jan Hribik Juges de lignes : Jiří Ondráček et Josef Špůr |
| Gustavsson       | Gardiens | Lyon                        |                                                                                     | Arbitrage : Martin Fraňo et Jan Hribik Juges de lignes : Jiří Ondráček et Josef Špůr |
| 6 min            | Pénalités | 0 min                       |                                                                                     | Arbitrage : Martin Fraňo et Jan Hribik Juges de lignes : Jiří Ondráček et Josef Špůr |
| 38               | Tirs | 30                          |                                                                                     | Arbitrage : Martin Fraňo et Jan Hribik Juges de lignes : Jiří Ondráček et Josef Špůr |

| 11 mai | France | 1-3 (1-2, 0-1, 0-0) | Kazakhstan | Ostravar Aréna 9 109 spectateurs |

| Feuille de match | Feuille de match                    | Feuille de match | Feuille de match | Feuille de match                                                                              |
| ---------------- | ----------------------------------- | ---------------- | --- | --------------------------------------------------------------------------------------------- |
|                  | Cantagallo (Boudon, Rech) — 2 min - | 1-0 1-1 1-2 1-3  | - Startchenko (Rymarev) — 3 min 6 s Moukhametov (Orekhov, Savitski) — 7 min 30 s (SN) Savitski (Daniar) — 37 min 47 s (IN) | Arbitrage : Michael Campbell et Michael Tscherrig Juges de lignes : Josef Špůr et Dāvis Zunde |
| Ylönen           | Gardiens                            | Choutov          | | Arbitrage : Michael Campbell et Michael Tscherrig Juges de lignes : Josef Špůr et Dāvis Zunde |
| 2 min            | Pénalités                           | 4 min            | | Arbitrage : Michael Campbell et Michael Tscherrig Juges de lignes : Josef Špůr et Dāvis Zunde |
| 29               | Tirs                                | 24               | | Arbitrage : Michael Campbell et Michael Tscherrig Juges de lignes : Josef Špůr et Dāvis Zunde |

| 11 mai | Pologne | 4-5 (pr) (1-0, 1-1, 2-3, 0-1) | Lettonie | Ostravar Aréna 9 109 spectateurs |

| Feuille de match | Feuille de match | Feuille de match                    | Feuille de match | Feuille de match                                                                          |
| ---------------- | --- | ----------------------------------- | --- | ----------------------------------------------------------------------------------------- |
|                  | Maciaś (Michalski) — 15 min 29 s - Wałęga (Urbanowicz, Dronia) — 28 min 15 s - Maciaś (Dziubiński) — 47 min 56 s - Bryk (Michalski) — 56 min 24 s - | 1–0 1–1 2–1 2–2 3–2 3–3 3–4 4–4 4–5 | - Mamčics (Ansons, Indrašis) — 22 min 18 s - Ābols (Daugaviņš) — 42 min 32 s (IN) - Daugaviņš (Zīle, Dzierkals) — 52 min 25 s Ri. Bukarts (Ro. Bukarts, Batņa) — 54 min 54 s - Daugaviņš (Ābols) — 63 min 29 s | Arbitrage : Jan Hribik et Mark Pearce Juges de lignes : Dario Fuchs et Tarrington Wyonzek |
| Murray (en)      | Gardiens | Merzļikins                          | | Arbitrage : Jan Hribik et Mark Pearce Juges de lignes : Dario Fuchs et Tarrington Wyonzek |
| 4 min            | Pénalités | 8 min                               | | Arbitrage : Jan Hribik et Mark Pearce Juges de lignes : Dario Fuchs et Tarrington Wyonzek |
| 22               | Tirs | 37                                  | | Arbitrage : Jan Hribik et Mark Pearce Juges de lignes : Dario Fuchs et Tarrington Wyonzek |

| 11 mai | États-Unis | 6-1 (2-0, 2-1, 2-0) | Allemagne | Ostravar Aréna 9 109 spectateurs |

| Feuille de match | Feuille de match | Feuille de match            | Feuille de match                            | Feuille de match                                                                                 |
| ---------------- | --- | --------------------------- | ------------------------------------------- | ------------------------------------------------------------------------------------------------ |
|                  | Tkachuk (Kesselring, Leonard) — 12 min 15 s Kesselring (Nelson, Gaudreau) — 17 min 20 s Gaudreau (Boldy, Caufield) — 32 min 23 s (SN) - Hughes (Caufield, Pinto) — 39 min 57 s Zegras (Pinto, Jones) — 50 min 9 s (SN) Eyssimont (Kunin, Jones) — 52 min 28 s | 1-0 2-0 3-0 3-1 4-1 5-1 6-1 | - Ehliz (Pfoderl, Michaelis) — 34 min 5 s - | Arbitrage : Tobias Björk et Mikko Kaukokari Juges de lignes : Lauri Nikulainen et Emil Yletyinen |
| Lyon             | Gardiens | Niederberger                |                                             | Arbitrage : Tobias Björk et Mikko Kaukokari Juges de lignes : Lauri Nikulainen et Emil Yletyinen |
| 2 min            | Pénalités | 6 min                       |                                             | Arbitrage : Tobias Björk et Mikko Kaukokari Juges de lignes : Lauri Nikulainen et Emil Yletyinen |
| 43               | Tirs | 26                          |                                             | Arbitrage : Tobias Björk et Mikko Kaukokari Juges de lignes : Lauri Nikulainen et Emil Yletyinen |

| 12 mai | Slovaquie | 6-2 (3-0, 1-1, 2-1) | Kazakhstan | Ostravar Aréna 9 109 spectateurs |

| Feuille de match | Feuille de match | Feuille de match                             | Feuille de match                                                                               | Feuille de match                                                                            |
| ---------------- | --- | -------------------------------------------- | ---------------------------------------------------------------------------------------------- | ------------------------------------------------------------------------------------------- |
|                  | Pospíšil (Nemec, Slafkovský) — 11 min 54 s Faško-Rudáš (Koch, Sukeľ) — 12 min 28 s Sukeľ (Faško-Rudáš, Gajdoš) — 17 min 56 s - Hudáček — 28 min 28 s (TP) Pospíšil (Hudáček, Nemec) — 41 min 18 s Cingel (Hudáček) — 45 min 6 s - | 1-0 2-0 3-0 3-1 4-1 5-1 6-1 6-2              | - Assetov (Daniar, Moukhametov) — 32 min 2 s (JS) - Omirbekov (Mikhaïlis, Daniar) — 51 min 5 s | Arbitrage : Martin Fraňo et Mikko Kaukokari Juges de lignes : Kevin Briganti et Dario Fuchs |
| Škorvánek        | Gardiens | Choutov (45 min 6 s) Boïarkine (14 min 54 s) |                                                                                                | Arbitrage : Martin Fraňo et Mikko Kaukokari Juges de lignes : Kevin Briganti et Dario Fuchs |
| 10 min           | Pénalités | 8 min                                        |                                                                                                | Arbitrage : Martin Fraňo et Mikko Kaukokari Juges de lignes : Kevin Briganti et Dario Fuchs |
| 42               | Tirs | 16                                           |                                                                                                | Arbitrage : Martin Fraňo et Mikko Kaukokari Juges de lignes : Kevin Briganti et Dario Fuchs |

| 12 mai | Lettonie | 3-2 (pr) (0-1, 0-0, 2-1, 1-0) | France | Ostravar Aréna 8 525 spectateurs |

| Feuille de match | Feuille de match | Feuille de match    | Feuille de match                                                                       | Feuille de match                                                                              |
| ---------------- | --- | ------------------- | -------------------------------------------------------------------------------------- | --------------------------------------------------------------------------------------------- |
|                  | - Ābols (Freibergs, Dzierkals) — 42 min 59 s Ro. Bukarts (Daugaviņš, Jaks) — 51 min 48 s (SN) - Daugaviņš — 64 min 59 s | 0-1 1-1 2-1 2-2 3-2 | Da Costa (Auvitu, Bertrand) — 16 min 2 s (2 SN) - Bellemare (Da Costa) — 56 min 51 s - | Arbitrage : Tobias Björk et Lassi Heikkinen Juges de lignes : Jiří Ondráček et Emil Yletyinen |
| Merzļikins       | Gardiens | Junca               |                                                                                        | Arbitrage : Tobias Björk et Lassi Heikkinen Juges de lignes : Jiří Ondráček et Emil Yletyinen |
| 29 min           | Pénalités | 35 min              |                                                                                        | Arbitrage : Tobias Björk et Lassi Heikkinen Juges de lignes : Jiří Ondráček et Emil Yletyinen |
| 36               | Tirs | 29                  |                                                                                        | Arbitrage : Tobias Björk et Lassi Heikkinen Juges de lignes : Jiří Ondráček et Emil Yletyinen |

| 12 mai | Suède | 5-1 (2-0, 1-0, 2-1) | Pologne | Ostravar Aréna 8 425 spectateurs |

| Feuille de match | Feuille de match | Feuille de match        | Feuille de match               | Feuille de match                                                                                           |
| ---------------- | --- | ----------------------- | ------------------------------ | --- |
|                  | M. Johansson (Hedman, Karlsson) — 3 min 34 s Raymond (Kempe) — 6 min 17 s Karlsson (Burakovsky, M. Johansson) — 32 min 31 s - Burakovsky (Dahlin, Olofsson) — 54 min 27 s (SN) Karlsson (Hedman, Gustavsson) — 55 min 25 s (SN) | 1-0 2-0 3-0 3-1 4-1 5-1 | - Łyszczarczyk — 42 min 18 s - | Arbitrage : Michael Campbell et Michael Tscherrig Juges de lignes : Lauri Nikulainen et Tarrington Wyonzek |
| Gustavsson       | Gardiens | Zabolotny               |                                | Arbitrage : Michael Campbell et Michael Tscherrig Juges de lignes : Lauri Nikulainen et Tarrington Wyonzek |
| 4 min            | Pénalités | 10 min                  |                                | Arbitrage : Michael Campbell et Michael Tscherrig Juges de lignes : Lauri Nikulainen et Tarrington Wyonzek |
| 38               | Tirs | 15                      |                                | Arbitrage : Michael Campbell et Michael Tscherrig Juges de lignes : Lauri Nikulainen et Tarrington Wyonzek |

| 13 mai | États-Unis | 4-5 (pr) (0-2, 1-2, 3-0, 0-1) | Slovaquie | Ostravar Aréna 9 109 spectateurs |

| Feuille de match                                 | Feuille de match | Feuille de match                    | Feuille de match | Feuille de match                                                                           |
| ------------------------------------------------ | --- | ----------------------------------- | --- | ------------------------------------------------------------------------------------------ |
|                                                  | - Boldy (Hughes, Gaudreau) — 24 min 48 s - Pinto (Farabee, Zegras) — 44 min 32 s Tkachuk (Pinto) — 53 min 56 s Hughes (Sanderson) — 56 min 38 s - | 0-1 0-2 1-2 1-3 1-4 2-4 3-4 4-4 4-5 | Kelemen (Sukeľ, Kudrna) — 3 min 17 s Hudáček (Tatar) — 11 min 26 s - Nemec (Fehérváry, Pospíšil) — 27 min 3 s Koch (Pospíšil, Kelemen) — 28 min 47 s - Kelemen (Nemec, Pospíšil) — 63 min 56 s | Arbitrage : Michael Campbell et Mark Pearce Juges de lignes : Josef Špůr et Emil Yletyinen |
| Nedeljkovic (28 min 47 s) Augustine (35 min 9 s) | Gardiens | Hlavaj                              | | Arbitrage : Michael Campbell et Mark Pearce Juges de lignes : Josef Špůr et Emil Yletyinen |
| 8 min                                            | Pénalités | 8 min                               | | Arbitrage : Michael Campbell et Mark Pearce Juges de lignes : Josef Špůr et Emil Yletyinen |
| 43                                               | Tirs | 25                                  | | Arbitrage : Michael Campbell et Mark Pearce Juges de lignes : Josef Špůr et Emil Yletyinen |

| 13 mai | Allemagne | 1-6 (0-3, 0-2, 1-1) | Suède | Ostravar Aréna 8 309 spectateurs |

| Feuille de match                        | Feuille de match                             | Feuille de match            | Feuille de match | Feuille de match                                                                                  |
| --------------------------------------- | -------------------------------------------- | --------------------------- | --- | ------------------------------------------------------------------------------------------------- |
|                                         | - Pföderl (Michaelis, Ehliz) — 47 min 28 s - | 0–1 0–2 0–3 0–4 0–5 1–5 1–6 | E. Karlsson (Frödén) — 2 min 54 s Pettersson (Heed, Burakovsky) — 14 min 52 s Olofsson (Dahlin, Burakovsky) — 19 min 57 s (SN) Grundström (Dahlin, L. Johansson) — 24 min 31 s Burakovsky (Holmberg, M. Johansson) — 29 min 22 s - Lundeström (Karlsson, Bengtsson) — 51 min 8 s | Arbitrage : Jan Hribik et Michael Tscherrig Juges de lignes : Jiří Ondráček et Tarrington Wyonzek |
| Grubauer (40 min) Niederberger (20 min) | Gardiens                                     | Ersson                      | | Arbitrage : Jan Hribik et Michael Tscherrig Juges de lignes : Jiří Ondráček et Tarrington Wyonzek |
| 14 min                                  | Pénalités                                    | 2 min                       | | Arbitrage : Jan Hribik et Michael Tscherrig Juges de lignes : Jiří Ondráček et Tarrington Wyonzek |
| 16                                      | Tirs                                         | 46                          | | Arbitrage : Jan Hribik et Michael Tscherrig Juges de lignes : Jiří Ondráček et Tarrington Wyonzek |

| 14 mai | Kazakhstan | 0-2 (0-0, 0-2, 0-0) | Lettonie | Ostravar Aréna 7 025 spectateurs |

| Feuille de match | Feuille de match | Feuille de match | Feuille de match                                     | Feuille de match                                                                             |
| ---------------- | ---------------- | ---------------- | ---------------------------------------------------- | -------------------------------------------------------------------------------------------- |
|                  |                  | 0-1 0-2          | Ro. Bukarts (Batņa) — 31 min 48 s Egle — 35 min 22 s | Arbitrage : Tobias Björk et Kristian Vikman Juges de lignes : Nick Briganti et Andreas Hofer |
| Choutov          | Gardiens         | Gudļevskis       |                                                      | Arbitrage : Tobias Björk et Kristian Vikman Juges de lignes : Nick Briganti et Andreas Hofer |
| 2 min            | Pénalités        | 8 min            |                                                      | Arbitrage : Tobias Björk et Kristian Vikman Juges de lignes : Nick Briganti et Andreas Hofer |
| 22               | Tirs             | 26               |                                                      | Arbitrage : Tobias Björk et Kristian Vikman Juges de lignes : Nick Briganti et Andreas Hofer |

| 14 mai | Pologne | 2-4 (0-2, 2-2, 0-0) | France | Ostravar Aréna 6 797 spectateurs |

| Feuille de match                             | Feuille de match                                                    | Feuille de match        | Feuille de match | Feuille de match                                                                           |
| -------------------------------------------- | ------------------------------------------------------------------- | ----------------------- | --- | ------------------------------------------------------------------------------------------ |
|                                              | - Paś (Zygmunt, Wałęga) — 36 min 8 s Fraszko (Wronka) — 37 min 39 s | 0-1 0-2 0-3 0-4 1-4 2-4 | Addamo (Treille, Gallet) — 8 min 47 s Addamo (Auvitu, K. Bozon) — 11 min 32 s Da Costa (Chakiachvili) — 24 min 21 s (SN) Bellemare (Da Costa, Auvitu) — 27 min 46 s (SN) - | Arbitrage : Riku Brander et Martin Fraňo Juges de lignes : Dario Fuchs et Lauri Nikulainen |
| Murray (en) (26 min 7 s) Fučík (32 min 14 s) | Gardiens                                                            | Ylönen                  | | Arbitrage : Riku Brander et Martin Fraňo Juges de lignes : Dario Fuchs et Lauri Nikulainen |
| 8 min                                        | Pénalités                                                           | 8 min                   | | Arbitrage : Riku Brander et Martin Fraňo Juges de lignes : Dario Fuchs et Lauri Nikulainen |
| 25                                           | Tirs                                                                | 32                      | | Arbitrage : Riku Brander et Martin Fraňo Juges de lignes : Dario Fuchs et Lauri Nikulainen |

| 15 mai | Allemagne | 8-1 (2-0, 4-1, 1-0) | Lettonie | Ostravar Aréna 8 652 spectateurs |

| Feuille de match | Feuille de match | Feuille de match                                 | Feuille de match                    | Feuille de match                                                                           |
| ---------------- | --- | ------------------------------------------------ | ----------------------------------- | ------------------------------------------------------------------------------------------ |
|                  | Kahun (Kälble, Tiffels) — 5 min 27 s Wissmann — 18 min 5 s (SN) Pföderl (Ehliz, J. Müller) — 20 min 48 s Tuomie (Kastner, Ugbelike) — 22 min 42 s Peterka (Reichel, Wissmann) — 25 min 37 s (SN) Michaelis (Ehliz, J. Müller) — 30 min 54 s (SN) Peterka (Stachowiak, Reichel) — 35 min 53 s - Sturm — 44 min 28 s | 1–0 2–0 3–0 4–0 5–0 6–0 7–0 7–1 8–1              | - Komuls (Dzierkals) — 39 min 2 s - | Arbitrage : Riku Brander et Michael Campbell Juges de lignes : Jiří Ondráček et Josef Špůr |
| Grubauer         | Gardiens | Gudļevskis (24 min 2 s) Merzļikins (35 min 58 s) |                                     | Arbitrage : Riku Brander et Michael Campbell Juges de lignes : Jiří Ondráček et Josef Špůr |
| 6 min            | Pénalités | 12 min                                           |                                     | Arbitrage : Riku Brander et Michael Campbell Juges de lignes : Jiří Ondráček et Josef Špůr |
| 31               | Tirs | 21                                               |                                     | Arbitrage : Riku Brander et Michael Campbell Juges de lignes : Jiří Ondráček et Josef Špůr |

| 15 mai | Slovaquie | 4-0 (2-0, 0-0, 2-0) | Pologne | Ostravar Aréna 9 109 spectateurs |

| Feuille de match | Feuille de match | Feuille de match                          | Feuille de match | Feuille de match                                                                        |
| ---------------- | --- | ----------------------------------------- | ---------------- | --------------------------------------------------------------------------------------- |
|                  | Cingel (Tatar, Koch) — 2 min 3 s Tatar (Nemec, Hudáček) — 11 min 46 s Cehlárik (Slafkovský) — 57 min 22 s Cingel (Koch, Tatar) — 57 min 34 s | 1-0 2-0 3-0 4-0                           |                  | Arbitrage : Jan Hribik et Mark Pearce Juges de lignes : Nick Briganti et Emil Yletyinen |
| Hlavaj           | Gardiens | Fučík (51 min 3 s) Zabolotny (8 min 57 s) |                  | Arbitrage : Jan Hribik et Mark Pearce Juges de lignes : Nick Briganti et Emil Yletyinen |
| 6 min            | Pénalités | 8 min                                     |                  | Arbitrage : Jan Hribik et Mark Pearce Juges de lignes : Nick Briganti et Emil Yletyinen |
| 44               | Tirs | 20                                        |                  | Arbitrage : Jan Hribik et Mark Pearce Juges de lignes : Nick Briganti et Emil Yletyinen |

| 16 mai | Kazakhstan | 1-3 (0-1, 0-1, 1-1) | Suède | Ostravar Aréna 5 378 spectateurs |

| Feuille de match | Feuille de match                                 | Feuille de match | Feuille de match | Feuille de match                                                                         |
| ---------------- | ------------------------------------------------ | ---------------- | --- | ---------------------------------------------------------------------------------------- |
|                  | - Beketaïev (Rymarev, Startchenko) — 45 min 36 s | 0-1 0-2 0-3 1-3  | M. Johansson (Burakovsky, Brodin) — 10 min 20 s L. Johansson (Frödén, Pettersson) — 35 min 8 s (IN) Zetterlund (Lundeström) — 41 min 51 s - | Arbitrage : Martin Fraňo et Mark Pearce Juges de lignes : Nick Briganti et Andreas Hofer |
| Boïarkine        | Gardiens                                         | Ersson           | | Arbitrage : Martin Fraňo et Mark Pearce Juges de lignes : Nick Briganti et Andreas Hofer |
| 31 min           | Pénalités                                        | 4 min            | | Arbitrage : Martin Fraňo et Mark Pearce Juges de lignes : Nick Briganti et Andreas Hofer |
| 11               | Tirs                                             | 44               | | Arbitrage : Martin Fraňo et Mark Pearce Juges de lignes : Nick Briganti et Andreas Hofer |

| 16 mai | États-Unis | 5-0 (4-0, 0-0, 1-0) | France | Ostravar Aréna 5 494 spectateurs |

| Feuille de match | Feuille de match | Feuille de match                 | Feuille de match | Feuille de match                                                                        |
| ---------------- | --- | -------------------------------- | ---------------- | --------------------------------------------------------------------------------------- |
|                  | Nelson (Boldy, Jones) — 45 s Sanderson (Hughes) — 3 min 24 s Boldy (Gaudreau, Nelson) — 12 min 30 s Gaudreau (Werenski, Nelson) — 18 min 7 s Pinto (Tkachuk) — 57 min 52 s | 1-0 2-0 3-0 4-0 5-0              |                  | Arbitrage : Christoffer Holm et Mikael Holm Juges de lignes : Oto Durmis et Dario Fuchs |
| Nedeljkovic      | Gardiens | Junca (20 min) Papillon (40 min) |                  | Arbitrage : Christoffer Holm et Mikael Holm Juges de lignes : Oto Durmis et Dario Fuchs |
| 0 min            | Pénalités | 8 min                            |                  | Arbitrage : Christoffer Holm et Mikael Holm Juges de lignes : Oto Durmis et Dario Fuchs |
| 54               | Tirs | 10                               |                  | Arbitrage : Christoffer Holm et Mikael Holm Juges de lignes : Oto Durmis et Dario Fuchs |

| 17 mai | Allemagne | 8-2 (2-1, 3-0, 3-1) | Kazakhstan | Ostravar Aréna 8 479 spectateurs |

| Feuille de match | Feuille de match | Feuille de match                        | Feuille de match                                                                                 | Feuille de match                                                                         |
| ---------------- | --- | --------------------------------------- | ------------------------------------------------------------------------------------------------ | ---------------------------------------------------------------------------------------- |
|                  | Szuber (Stachowiak, Peterka) — 1 min 2 s Tuomie (Kastner, Ugbelike) — 2 min 24 s - Peterka (Stachowiak, Wissmann) — 21 min 11 s Reichel (Pföderl) — 28 min 29 s Kälble (Peterka, Stachowiak) — 35 min 17 s Reichel (Peterka, Stachowiak) — 50 min 27 s - Tiffels (Sturm) — 54 min 14 s (IN) Kastner (Ehl, Tuomie) — 58 min 34 s | 1–0 2–0 2–1 3–1 4–1 5–1 6–1 6–2 7–2 8–2 | - Startchenko (Rymarev, Panioukov) — 7 min 59 s (SN) - Koroliov (Boïko, Assetov) — 51 min 52 s - | Arbitrage : Mikael Holm et Kristian Vikman Juges de lignes : Nick Briganti et Josef Špůr |
| Grubauer         | Gardiens | Choutov                                 |                                                                                                  | Arbitrage : Mikael Holm et Kristian Vikman Juges de lignes : Nick Briganti et Josef Špůr |
| 6 min            | Pénalités | 2 min                                   |                                                                                                  | Arbitrage : Mikael Holm et Kristian Vikman Juges de lignes : Nick Briganti et Josef Špůr |
| 35               | Tirs | 20                                      |                                                                                                  | Arbitrage : Mikael Holm et Kristian Vikman Juges de lignes : Nick Briganti et Josef Špůr |

| 17 mai | Pologne | 1-4 (0-0, 0-2, 1-2) | États-Unis | Ostravar Aréna 8 935 spectateurs |

| Feuille de match | Feuille de match                          | Feuille de match    | Feuille de match | Feuille de match                                                                           |
| ---------------- | ----------------------------------------- | ------------------- | --- | ------------------------------------------------------------------------------------------ |
|                  | - Pasiut (Wronka, Kolusz) — 46 min 22 s - | 0-1 0-2 0-3 1-3 1-4 | Kesserling (Tkachuk, Vlasic) — 30 min 11 s Tkachuk (Pinto, Sanderson) — 39 min 17 s Caufield (Tkachuk) — 41 min 11 s - Caufield (Tkachuk, Pinto) — 49 min 15 s | Arbitrage : Riku Brander et Christoffer Holm Juges de lignes : Oto Durmis et Jiří Ondráček |
| Murray (en)      | Gardiens                                  | Augustine           | | Arbitrage : Riku Brander et Christoffer Holm Juges de lignes : Oto Durmis et Jiří Ondráček |
| 2 min            | Pénalités                                 | 8 min               | | Arbitrage : Riku Brander et Christoffer Holm Juges de lignes : Oto Durmis et Jiří Ondráček |
| 21               | Tirs                                      | 57                  | | Arbitrage : Riku Brander et Christoffer Holm Juges de lignes : Oto Durmis et Jiří Ondráček |

| 18 mai | Lettonie | 2-7 (0-2, 2-4, 0-1) | Suède | Ostravar Aréna 9 109 spectateurs |

| Feuille de match                              | Feuille de match                                                                           | Feuille de match                    | Feuille de match | Feuille de match                                                                              |
| --------------------------------------------- | ------------------------------------------------------------------------------------------ | ----------------------------------- | --- | --------------------------------------------------------------------------------------------- |
|                                               | - Daugaviņš (Komuls, Ri. Bukarts) — 22 min 54 s Mamčics (Dzierkals, Batņa) — 23 min 17 s - | 0–1 0–2 1–2 2–2 2–3 2–4 2–5 2–6 2–7 | Dahlin (Olofsson) — 4 min 50 s Brodin (M. Johansson, Kempe) — 6 min 57 s - Zetterlund (Lundeström, Karlsson) — 32 min 59 s Zetterlund — 33 min 16 s Eriksson Ek (M. Johansson, Heed) — 33 min 25 s Pettersson (Burakovsky, Raymond) — 35 min 36 s M. Johansson (Holmberg, Bengtsson) — 58 min 51 s (IN) | Arbitrage : Michael Campbell et Tomáš Hronský Juges de lignes : Oto Durmis et Shane Gustafson |
| Merzļikins (35 min 36 s) Vītols (24 min 24 s) | Gardiens                                                                                   | Gustavsson                          | | Arbitrage : Michael Campbell et Tomáš Hronský Juges de lignes : Oto Durmis et Shane Gustafson |
| 18 min                                        | Pénalités                                                                                  | 35 min                              | | Arbitrage : Michael Campbell et Tomáš Hronský Juges de lignes : Oto Durmis et Shane Gustafson |
| 23                                            | Tirs                                                                                       | 34                                  | | Arbitrage : Michael Campbell et Tomáš Hronský Juges de lignes : Oto Durmis et Shane Gustafson |

| 18 mai | Allemagne | 4-2 (0-0, 2-0, 2-2) | Pologne | Ostravar Aréna 9 109 spectateurs |

| Feuille de match | Feuille de match | Feuille de match        | Feuille de match                                                                             | Feuille de match                                                                             |
| ---------------- | --- | ----------------------- | -------------------------------------------------------------------------------------------- | -------------------------------------------------------------------------------------------- |
|                  | Ehl (Kastner, Tuomie) — 25 min 14 s Peterka — 35 min 17 s (TP) Ehliz (Pföderl, Michaelis) — 44 min 28 s - Peterka (Reichel) — 56 min 11 s | 1–0 2–0 3–0 3–1 3–2 4–2 | - Wajda (Łyszczarczyk, Dziubiński) — 53 min 13 s Komorski (Kostek, Krężołek) — 55 min 19 s - | Arbitrage : Mikael Holm et Kristian Vikman Juges de lignes : Nick Briganti et Anders Nyqvist |
| Niederberger     | Gardiens | Zabolotny               |                                                                                              | Arbitrage : Mikael Holm et Kristian Vikman Juges de lignes : Nick Briganti et Anders Nyqvist |
| 4 min            | Pénalités | 4 min                   |                                                                                              | Arbitrage : Mikael Holm et Kristian Vikman Juges de lignes : Nick Briganti et Anders Nyqvist |
| 35               | Tirs | 21                      |                                                                                              | Arbitrage : Mikael Holm et Kristian Vikman Juges de lignes : Nick Briganti et Anders Nyqvist |

| 18 mai | France | 2-4 (0-1, 1-2, 1-1) | Slovaquie | Ostravar Aréna 9 109 spectateurs |

| Feuille de match                  | Feuille de match                                                            | Feuille de match        | Feuille de match | Feuille de match                                                                             |
| --------------------------------- | --------------------------------------------------------------------------- | ----------------------- | --- | -------------------------------------------------------------------------------------------- |
|                                   | - Treille (Bozon, Auvitu) — 35 min 44 s - Chakiachvili (Rech) — 59 min 53 s | 0–1 0–2 0–3 1–3 1–4 2–4 | Regenda (Grman, Cingel) — 19 min 56 s Hudáček (Nemec, Slafkovský) — 22 min 35 s Hudáček — 29 min 56 s - Grman (Tatar, Hudáček) — 48 min 24 s - | Arbitrage : Andris Ansons et Martin Fraňo Juges de lignes : Andreas Hofer et Ludvig Lundgren |
| Ylönen (40 min) Papillon (20 min) | Gardiens                                                                    | Hlavaj                  | | Arbitrage : Andris Ansons et Martin Fraňo Juges de lignes : Andreas Hofer et Ludvig Lundgren |
| 8 min                             | Pénalités                                                                   | 6 min                   | | Arbitrage : Andris Ansons et Martin Fraňo Juges de lignes : Andreas Hofer et Ludvig Lundgren |
| 27                                | Tirs                                                                        | 24                      | | Arbitrage : Andris Ansons et Martin Fraňo Juges de lignes : Andreas Hofer et Ludvig Lundgren |

| 19 mai | États-Unis | 10-1 (4-0, 3-0, 3-1) | Kazakhstan | Ostravar Aréna 8 468 spectateurs |

| Feuille de match | Feuille de match | Feuille de match                             | Feuille de match                                      | Feuille de match                                                                         |
| ---------------- | --- | -------------------------------------------- | ----------------------------------------------------- | ---------------------------------------------------------------------------------------- |
|                  | Boldy (Nelson, Hughes) — 4 min 37 s Tkachuk (Werenski, Gaudreau) — 7 min 16 s (SN) Nelson (Sanderson, Boldy) — 16 min 50 s Tkachuk (Werenski, Gaudreau) — 18 min 28 s (SN) Brindley (Kessel, Kunin) — 21 min 39 s Boldy (Gaudreau, Tkachuk) — 23 min 32 s (SN) Kunin (Boldy, Werenski) — 31 min 4 s Tkachuk (Boldy, Gaudreau) — 45 min 21 s (SN) - Hayes (Petry) — 45 min 42 s Gaudreau (Boldy) — 50 min 6 s | 1–0 2–0 3–0 4–0 5–0 6–0 7–0 8–0 9–0 9–1 10–1 | - Omirbekov (Koroliov, Startchenko) — 46 min 57 s - - | Arbitrage : Riku Brander et Tomáš Hronský Juges de lignes : Oto Durmis et Anders Nyqvist |
| Nedeljkovic      | Gardiens | Boïarkine (40 min) Choutov (20 min)          |                                                       | Arbitrage : Riku Brander et Tomáš Hronský Juges de lignes : Oto Durmis et Anders Nyqvist |
| 4 min            | Pénalités | 14 min                                       |                                                       | Arbitrage : Riku Brander et Tomáš Hronský Juges de lignes : Oto Durmis et Anders Nyqvist |
| 58               | Tirs | 14                                           |                                                       | Arbitrage : Riku Brander et Tomáš Hronský Juges de lignes : Oto Durmis et Anders Nyqvist |

| 19 mai | Slovaquie | 2-3 (TB) (0-1, 0-0, 2-1, 0-0, 0-1) | Lettonie | Ostravar Aréna 9 109 spectateurs |

| Feuille de match | Feuille de match                                                                      | Feuille de match    | Feuille de match                                                                                                  | Feuille de match                                                                               |
| ---------------- | ------------------------------------------------------------------------------------- | ------------------- | --- | ---------------------------------------------------------------------------------------------- |
|                  | - Pospíšil (Regenda, Ivan) — 42 min 6 s Cehlárik (Slafkovský, Hrivík) — 58 min 16 s - | 0-1 1-1 2-1 2-2 2-3 | Freibergs (Indrašis, Ri. Bukarts) — 18 min 39 s - Cibuļskis (Jaks, Indrašis) — 58 min 40 s Ločmelis — 65 min (TB) | Arbitrage : Christoffer Holm et Kristian Vikman Juges de lignes : Tim Heffner et Andreas Hofer |
| Hlavaj           | Gardiens                                                                              | Gudļevskis          | | Arbitrage : Christoffer Holm et Kristian Vikman Juges de lignes : Tim Heffner et Andreas Hofer |
| 10 min           | Pénalités                                                                             | 10 min              | | Arbitrage : Christoffer Holm et Kristian Vikman Juges de lignes : Tim Heffner et Andreas Hofer |
| 43               | Tirs                                                                                  | 43                  | | Arbitrage : Christoffer Holm et Kristian Vikman Juges de lignes : Tim Heffner et Andreas Hofer |

| 20 mai | Suède | 3-1 (0-0, 1-1, 2-0) | France | Ostravar Aréna 6 805 spectateurs |

| Feuille de match | Feuille de match | Feuille de match | Feuille de match                          | Feuille de match                                                                            |
| ---------------- | --- | ---------------- | ----------------------------------------- | ------------------------------------------------------------------------------------------- |
|                  | Raymond (Burakovsky, Holmberg) — 28 min - Karlsson (Hedman, Kempe) — 41 min 29 s (SN) Burakovsky (Holmberg) — 59 min 56 s (CV) | 1–0 1–1 2–1 3–1  | - Bertrand (Boudon, Rech) — 29 min 23 s - | Arbitrage : André Schrader et Kristian Vikman Juges de lignes : Tim Heffner et Daniel Hynek |
| Ersson           | Gardiens | Papillon         |                                           | Arbitrage : André Schrader et Kristian Vikman Juges de lignes : Tim Heffner et Daniel Hynek |
| 4 min            | Pénalités | 6 min            |                                           | Arbitrage : André Schrader et Kristian Vikman Juges de lignes : Tim Heffner et Daniel Hynek |
| 38               | Tirs | 13               |                                           | Arbitrage : André Schrader et Kristian Vikman Juges de lignes : Tim Heffner et Daniel Hynek |

| 20 mai | Kazakhstan | 3-1 (1-1, 0-0, 2-0) | Pologne | Ostravar Aréna 9 109 spectateurs |

| Feuille de match | Feuille de match                                                                                          | Feuille de match | Feuille de match                                | Feuille de match                                                                                 |
| ---------------- | --- | ---------------- | ----------------------------------------------- | ------------------------------------------------------------------------------------------------ |
|                  | - Mikhaïlis (Chestakov) — 12 min 35 s Orekhov (Mikhaïlis, Daniar) — 50 min 20 s Startchenko — 54 min 25 s | 0-1 1-1 2-1 3-1  | Wałęga (Łyszczarczyk, Bryk) — 9 min 11 s (SN) - | Arbitrage : Andris Ansons et Sean MacFarlane Juges de lignes : Ludvig Lundgren et Anders Nyqvist |
| Choutov          | Gardiens                                                                                                  | Murray (en)      |                                                 | Arbitrage : Andris Ansons et Sean MacFarlane Juges de lignes : Ludvig Lundgren et Anders Nyqvist |
| 10 min           | Pénalités                                                                                                 | 4 min            |                                                 | Arbitrage : Andris Ansons et Sean MacFarlane Juges de lignes : Ludvig Lundgren et Anders Nyqvist |
| 22               | Tirs | 24               |                                                 | Arbitrage : Andris Ansons et Sean MacFarlane Juges de lignes : Ludvig Lundgren et Anders Nyqvist |

| 21 mai | France | 3-6 (1-1, 2-3, 0-2) | Allemagne | Ostravar Aréna 9 109 spectateurs |

| Feuille de match                           | Feuille de match | Feuille de match                    | Feuille de match | Feuille de match                                                                                |
| ------------------------------------------ | --- | ----------------------------------- | --- | ----------------------------------------------------------------------------------------------- |
|                                            | Claireaux (Addamo, Perret) — 16 min 49 s - Rech (Boudon, Chakiachvili) — 21 min 9 s - Treille (T. Bozon, Guebey) — 26 min 18 s - | 1–0 1–1 2–1 2–2 3–2 3–3 3–4 3–5 3–6 | - Michaelis (Kahun, Ehliz) — 19 min 4 s - Kalble (Stachowiak, Peterka) — 25 min 56 s - Stachowiak (Reichel) — 31 min 1 s Kastner (Michaelis, Szuber) — 31 min 23 s Stachowiak — 41 min 19 s Reichel (Sturm, Pföderl) — 44 min 50 s (SN) | Arbitrage : Christoffer Holm et Tomáš Hronský Juges de lignes : Daniel Hynek et Ludvig Lundgren |
| Papillon (44 min 50 s) Junca (15 min 10 s) | Gardiens | Grubauer                            | | Arbitrage : Christoffer Holm et Tomáš Hronský Juges de lignes : Daniel Hynek et Ludvig Lundgren |
| 16 min                                     | Pénalités | 29 min                              | | Arbitrage : Christoffer Holm et Tomáš Hronský Juges de lignes : Daniel Hynek et Ludvig Lundgren |
| 23                                         | Tirs | 40                                  | | Arbitrage : Christoffer Holm et Tomáš Hronský Juges de lignes : Daniel Hynek et Ludvig Lundgren |

| 21 mai | Lettonie | 3-6 (0-2, 1-1, 2-3) | États-Unis | Ostravar Aréna 8 924 spectateurs |

| Feuille de match | Feuille de match | Feuille de match                    | Feuille de match | Feuille de match                                                                       |
| ---------------- | --- | ----------------------------------- | --- | -------------------------------------------------------------------------------------- |
|                  | - Krastenbergs (Tralmaks, Gudļevskis) — 23 min 35 s - Tralmaks (Zīle, Laviņš) — 44 min 44 s Mamčics (Daugaviņš) — 45 min - | 0–1 0–2 0–3 1–3 1–4 2–4 3–4 3–5 3–6 | Tkachuk (Caufield) — 1 min 23 s Werenski (Caufield, Pinto) — 13 min 20 s Caufield (Boldy, Tkachuk) — 22 min 34 s (SN) - Boldy (Werenski, Jones) — 40 min 15 s - Caufield (Pinto) — 48 min 46 s Farabee — 59 min 15 s (IN + CV) | Arbitrage : Riku Brander et Mikael Holm Juges de lignes : Tim Heffner et Andreas Hofer |
| Gudļevskis       | Gardiens | Lindgren                            | | Arbitrage : Riku Brander et Mikael Holm Juges de lignes : Tim Heffner et Andreas Hofer |
| 12 min           | Pénalités | 18 min                              | | Arbitrage : Riku Brander et Mikael Holm Juges de lignes : Tim Heffner et Andreas Hofer |
| 30               | Tirs | 43                                  | | Arbitrage : Riku Brander et Mikael Holm Juges de lignes : Tim Heffner et Andreas Hofer |

| 21 mai | Suède | 6-1 (1-0, 3-0, 2-1) | Slovaquie | Ostravar Aréna 9 109 spectateurs |

| Feuille de match | Feuille de match | Feuille de match            | Feuille de match                           | Feuille de match                                                                                 |
| ---------------- | --- | --------------------------- | ------------------------------------------ | ------------------------------------------------------------------------------------------------ |
|                  | Raymond (Hedman, Kempe) — 2 min 20 s (SN) Karlsson (Holmberg, Raymond) — 27 min 31 s (SN) Burakovsky (Karlsson, Zetterlund) — 32 min 28 s (SN) Lundeström (Olofsson) — 33 min 15 s Eriksson Ek (Brodin) — 49 min 15 s (IN) - Eriksson Ek (Karlsson, Dahlin) — 57 min 35 s | 1–0 2–0 3–0 4–0 5–0 5–1 6–1 | - Ivan (Tatar, Slafkovský) — 50 min 49 s - | Arbitrage : Sean MacFarlane et André Schrader Juges de lignes : Nick Briganti et Shane Gustafson |
| Gustavsson       | Gardiens | Škorvánek                   |                                            | Arbitrage : Sean MacFarlane et André Schrader Juges de lignes : Nick Briganti et Shane Gustafson |
| 12 min           | Pénalités | 12 min                      |                                            | Arbitrage : Sean MacFarlane et André Schrader Juges de lignes : Nick Briganti et Shane Gustafson |
| 43               | Tirs | 18                          |                                            | Arbitrage : Sean MacFarlane et André Schrader Juges de lignes : Nick Briganti et Shane Gustafson |

### Phase finale

#### Tableau
Les quarts de finale sont disputés en matchs croisés entre le 1er d'un groupe et le 4e de l'autre, et entre le 2e d'un groupe et le 3e de l'autre.
Pour les demi-finales, les matches sont disputés en fonction du classement des 8 équipes quarts de finalistes à l'issue du tour préliminaire : le mieux classé rencontre le moins bien classé.
En cas d'égalité dans ce classement, les critères de départage sont les suivants :
1. rang dans le groupe ;
2. nombre de points ;
3. différence de buts ;
4. nombre de buts marqués ;
5. numéro de tête de série au début de la compétition.

| Rang | Équipe     | Groupe | Rang dans le groupe | Points | Différence de buts | Buts marqués | N° de tête de série |
| ---- | ---------- | ------ | ------------------- | ------ | ------------------ | ------------ | ------------------- |
| 1    | Suède      | B      | 1                   | 21     | +26                | 35           | 5                   |
| 2    | Canada     | A      | 1                   | 19     | +14                | 32           | 1                   |
| 3    | Suisse     | A      | 2                   | 17     | +17                | 29           | 6                   |
| 4    | États-Unis | B      | 2                   | 16     | +21                | 27           | 3                   |
| 5    | Tchéquie   | A      | 3                   | 16     | +12                | 26           | 7                   |
| 6    | Allemagne  | B      | 3                   | 15     | +10                | 34           | 4                   |
| 7    | Slovaquie  | B      | 4                   | 12     | +3                 | 26           | 8                   |
| 8    | Finlande   | A      | 4                   | 10     | +7                 | 21           | 2                   |

|  | Quarts de finale | Quarts de finale | Quarts de finale | Quarts de finale |          |          | Demi-finales | Demi-finales | Demi-finales                  | Demi-finales                  |                               |                               | Finale               | Finale               | Finale               | Finale               |
|  |                  |                  |                  |                  |          |          |              |              |                               |                               |                               |                               |                      |                      |                      |                      |
|  | 23 mai           | 23 mai           | 23 mai           | 23 mai           |          |          | 25 mai       | 25 mai       | 25 mai                        | 25 mai                        |                               |                               | 26 mai, Prague Arena | 26 mai, Prague Arena | 26 mai, Prague Arena | 26 mai, Prague Arena |
|  | 23 mai           | 23 mai           | 23 mai           | 23 mai           |          |          | 25 mai       | 25 mai       | 25 mai                        | 25 mai                        |                               |                               | 26 mai, Prague Arena | 26 mai, Prague Arena | 26 mai, Prague Arena | 26 mai, Prague Arena |
|  | B1               | Suède            | 2 Pr             | 2 Pr             |          |          | 25 mai       | 25 mai       | 25 mai                        | 25 mai                        |                               |                               | 26 mai, Prague Arena | 26 mai, Prague Arena | 26 mai, Prague Arena | 26 mai, Prague Arena |
|  | B1               | Suède            | 2 Pr             | 2 Pr             |          |          | 25 mai       | 25 mai       | 25 mai                        | 25 mai                        |                               |                               | 26 mai, Prague Arena | 26 mai, Prague Arena | 26 mai, Prague Arena | 26 mai, Prague Arena |
|  | A4               | Finlande         | 1                | 1                |          |          | 25 mai       | 25 mai       | 25 mai                        | 25 mai                        |                               |                               | 26 mai, Prague Arena | 26 mai, Prague Arena | 26 mai, Prague Arena | 26 mai, Prague Arena |
|  | A4               | Finlande         | 1                | 1                | 1        | Suède    | 3            | 3            |                               |                               |                               |                               | 26 mai, Prague Arena | 26 mai, Prague Arena | 26 mai, Prague Arena | 26 mai, Prague Arena |
|  | 23 mai           |                  |                  |                  | 1        | Suède    | 3            | 3            |                               |                               |                               |                               | 26 mai, Prague Arena | 26 mai, Prague Arena | 26 mai, Prague Arena | 26 mai, Prague Arena |
|  |                  |                  | 5                | Tchéquie         | 7        | 7        |              |              |                               |                               |                               |                               | 26 mai, Prague Arena | 26 mai, Prague Arena | 26 mai, Prague Arena | 26 mai, Prague Arena |
|  | B2               | États-Unis       | 5                | Tchéquie         | 7        | 7        | 0            | 0            |                               |                               |                               |                               | 26 mai, Prague Arena | 26 mai, Prague Arena | 26 mai, Prague Arena | 26 mai, Prague Arena |
|  | B2               | États-Unis       | 25 mai           |                  |          |          | 0            | 0            |                               |                               |                               |                               | 26 mai, Prague Arena | 26 mai, Prague Arena | 26 mai, Prague Arena | 26 mai, Prague Arena |
|  | A3               | Tchéquie         | 1                | 1                |          |          |              |              |                               |                               |                               |                               | 26 mai, Prague Arena | 26 mai, Prague Arena | 26 mai, Prague Arena | 26 mai, Prague Arena |
|  | A3               | Tchéquie         | 1                | 1                | Tchéquie | Tchéquie | 2            | 2            |                               |                               |                               |                               |                      |                      |                      |                      |
|  | 23 mai           |                  |                  |                  | Tchéquie | Tchéquie | 2            | 2            |                               |                               |                               |                               |                      |                      |                      |                      |
|  |                  |                  | Suisse           | Suisse           | 0        | 0        |              |              |                               |                               |                               |                               |                      |                      |                      |                      |
|  | A1               | Canada           | Suisse           | Suisse           | 0        | 0        | 6            | 6            |                               |                               |                               |                               |                      |                      |                      |                      |
|  | A1               | Canada           |                  |                  |          |          |              |              |                               |                               |                               |                               |                      |                      |                      |                      |
|  | B4               | Slovaquie        | 3                | 3                |          |          |              |              |                               |                               |                               |                               |                      |                      |                      |                      |
|  | B4               | Slovaquie        | 3                | 3                | 2        | Canada   | 2            | 2            | Match pour la troisième place | Match pour la troisième place | Match pour la troisième place | Match pour la troisième place |                      |                      |                      |                      |
|  | 23 mai           |                  |                  |                  | 2        | Canada   | 2            | 2            | Match pour la troisième place | Match pour la troisième place | Match pour la troisième place | Match pour la troisième place |                      |                      |                      |                      |
|  |                  |                  | 3                | Suisse           | 3 F      | 3 F      |              |              | 26 mai, Prague Arena          | 26 mai, Prague Arena          | 26 mai, Prague Arena          | 26 mai, Prague Arena          |                      |                      |                      |                      |
|  | A2               | Suisse           | 3                | Suisse           | 3 F      | 3 F      | 3            | 3            | 26 mai, Prague Arena          | 26 mai, Prague Arena          | 26 mai, Prague Arena          | 26 mai, Prague Arena          |                      |                      |                      |                      |
|  | A2               | Suisse           |                  |                  |          |          |              | 3            |                               |                               | Suède                         | Suède                         | 4                    | 4                    |                      |                      |
|  | B3               | Allemagne        | 1                | 1                |          |          |              |              |                               |                               | Suède                         | Suède                         | 4                    | 4                    |                      |                      |
|  | B3               | Allemagne        | 1                | 1                | Canada   | Canada   | 2            | 2            |                               |                               |                               |                               |                      |                      |                      |                      |
|  |                  |                  |                  |                  |          |          |              |              |                               |                               |                               |                               |                      |                      |                      |                      |

#### Quarts de finale
| 23 mai | Canada | 6-3 (2-1, 1-0, 3-2) | Slovaquie | O2 Arena 17 275 spectateurs |

| Feuille de match | Feuille de match | Feuille de match                    | Feuille de match | Feuille de match                                                                            |
| ---------------- | --- | ----------------------------------- | --- | ------------------------------------------------------------------------------------------- |
|                  | McCann (Parayko) — 2 min 45 s Dubois (Byram, Tavares) — 4 min 15 s - Paul (Bedard, Guenther) — 23 min 48 s Guenther (Paul, Hagel) — 46 min 20 s Tanev (Severson, Mercer) — 46 min 40 s - Paul — 59 min 10 s (CV) | 1–0 2–0 2–1 3–1 4–1 5–1 5–2 5–3 6–3 | - Cehlárik (Slafkovský) — 7 min 56 s - Kelemen (Regenda) — 47 min 8 s Hrivík (Hudáček, Nemec) — 56 min 57 s (2 SN) - | Arbitrage : Martin Fraňo et Mikko Kaukokari Juges de lignes : Kevin Briganti et Dāvis Zunde |
| Binnington       | Gardiens | Hlavaj                              | | Arbitrage : Martin Fraňo et Mikko Kaukokari Juges de lignes : Kevin Briganti et Dāvis Zunde |
| 10 min           | Pénalités | 12 min                              | | Arbitrage : Martin Fraňo et Mikko Kaukokari Juges de lignes : Kevin Briganti et Dāvis Zunde |
| 43               | Tirs | 21                                  | | Arbitrage : Martin Fraňo et Mikko Kaukokari Juges de lignes : Kevin Briganti et Dāvis Zunde |

| 23 mai | Suisse | 3-1 (2-0, 0-1, 1-0) | Allemagne | Ostravar Aréna |

| Feuille de match | Feuille de match | Feuille de match | Feuille de match                          | Feuille de match                                                                            |
| ---------------- | --- | ---------------- | ----------------------------------------- | ------------------------------------------------------------------------------------------- |
|                  | Bertschy — 7 min 22 s (IN) Hischier (Siegenthaler, Fiala) — 16 min 28 s - Bertschy (Thürkauf, Siegenthaler) — 59 min 2 s (CV) | 1-0 2-0 2-1 3-1  | - Kahun (Stachowiak) — 31 min 33 s (SN) - | Arbitrage : Riku Brander et Mikael Holm Juges de lignes : Shane Gustafson et Anders Nyqvist |
| Genoni           | Gardiens | Grubauer         |                                           | Arbitrage : Riku Brander et Mikael Holm Juges de lignes : Shane Gustafson et Anders Nyqvist |
|                  | |                  |                                           | Arbitrage : Riku Brander et Mikael Holm Juges de lignes : Shane Gustafson et Anders Nyqvist |
|                  | |                  |                                           | Arbitrage : Riku Brander et Mikael Holm Juges de lignes : Shane Gustafson et Anders Nyqvist |

| 23 mai | États-Unis | 0-1 (0-0, 0-1, 0-0) | Tchéquie | O2 Arena 17 413 spectateurs |

| Feuille de match | Feuille de match | Feuille de match | Feuille de match                            | Feuille de match                                                                                   |
| ---------------- | ---------------- | ---------------- | ------------------------------------------- | -------------------------------------------------------------------------------------------------- |
|                  |                  | 0-1              | Zacha (Špaček, Červenka) — 26 min 39 s (SN) | Arbitrage : Tobias Björk et Michael Campbell Juges de lignes : Tarrington Wyonzek et Emil Yletynin |
| Lindgren         | Gardiens         | Dostál           |                                             | Arbitrage : Tobias Björk et Michael Campbell Juges de lignes : Tarrington Wyonzek et Emil Yletynin |
| 4 min            | Pénalités        | 6 min            |                                             | Arbitrage : Tobias Björk et Michael Campbell Juges de lignes : Tarrington Wyonzek et Emil Yletynin |
| 36               | Tirs             | 28               |                                             | Arbitrage : Tobias Björk et Michael Campbell Juges de lignes : Tarrington Wyonzek et Emil Yletynin |

| 23 mai | Suède | 2-1 (pr) (0-0, 0-0, 1-1, 1-0) | Finlande | Ostravar Aréna 6 691 spectateurs |

| Feuille de match | Feuille de match                                                                            | Feuille de match | Feuille de match                                      | Feuille de match                                                                             |
| ---------------- | ------------------------------------------------------------------------------------------- | ---------------- | ----------------------------------------------------- | -------------------------------------------------------------------------------------------- |
|                  | Dahlin (Lundeström, Raymond) — 55 min 2 s - Eriksson Ek (Hedman, Dahlin) — 65 min 54 s (SN) | 1-0 1-1 2-1      | - Björninen (Puustinen, Lehtonen) — 59 min 2 s (JS) - | Arbitrage : Andris Ansons et Sean MacFarlane Juges de lignes : Nick Briganti et Daniel Hynek |
| Gustavsson       | Gardiens                                                                                    | Larmi            |                                                       | Arbitrage : Andris Ansons et Sean MacFarlane Juges de lignes : Nick Briganti et Daniel Hynek |
| 2 min            | Pénalités                                                                                   | 8 min            |                                                       | Arbitrage : Andris Ansons et Sean MacFarlane Juges de lignes : Nick Briganti et Daniel Hynek |
| 35               | Tirs                                                                                        | 20               |                                                       | Arbitrage : Andris Ansons et Sean MacFarlane Juges de lignes : Nick Briganti et Daniel Hynek |

#### Demi-finales
| 25 mai | Suède | 3-7 (2-2, 1-3, 0-2) | Tchéquie | O2 Arena 17 413 spectateurs |

| Feuille de match                            | Feuille de match | Feuille de match                        | Feuille de match | Feuille de match                                                                               |
| ------------------------------------------- | --- | --------------------------------------- | --- | ---------------------------------------------------------------------------------------------- |
|                                             | M. Johansson — 3 min 39 s - Pettersson (Kempe, Eriksson Ek) — 8 min 8 s - Eriksson Ek (Raymond, Dahlin) — 35 min 30 s (SN) - | 1–0 1–1 2–1 2–2 2–3 2–4 2–5 3–5 3–6 3–7 | - Kubalík (Nečas, Kundrátek) — 7 min 48 s - Kämpf (Nečas) — 9 min 37 s Kaše (Sedlák) — 26 min 5 s Nečas (Kubalík, Kämpf) — 26 min 21 s Kubalík (Kempný, Nečas) — 29 min 3 s - Sedlák (Kaše) — 45 min 40 s Sedlák — 53 min 42 s | Arbitrage : Andris Ansons et Kristian Vikman Juges de lignes : Kevin Briganti et Nick Briganti |
| Gustavsson (29 min 3 s) Ersson (28 min 2 s) | Gardiens | Dostál                                  | | Arbitrage : Andris Ansons et Kristian Vikman Juges de lignes : Kevin Briganti et Nick Briganti |
| 6 min                                       | Pénalités | 12 min                                  | | Arbitrage : Andris Ansons et Kristian Vikman Juges de lignes : Kevin Briganti et Nick Briganti |
| 40                                          | Tirs | 23                                      | | Arbitrage : Andris Ansons et Kristian Vikman Juges de lignes : Kevin Briganti et Nick Briganti |

| 25 mai | Canada | 2-3 (TB) (0-2, 0-1, 0-1, 0-0, 0-1) | Suisse | O2 Arena 11 159 spectateurs |

| Feuille de match | Feuille de match                                                                      | Feuille de match    | Feuille de match | Feuille de match                                                                      |
| ---------------- | ------------------------------------------------------------------------------------- | ------------------- | --- | ------------------------------------------------------------------------------------- |
|                  | - Tanev (Zellweger, Dubois) — 34 min 7 s Tavares (Bedard, Power) — 57 min 53 s (SN) - | 0-1 0-2 1-2 2-2 2-3 | Fiala (Loeffel, Andrighetto) — 15 min 6 s Niederreiter (Josi, Fiala) — 17 min 16 s (SN) - Andrighetto — 70 min (TB) | Arbitrage : Mikael Holm et Jan Hribik Juges de lignes : Ludvig Lundgren et Josef Špůr |
| Binnington       | Gardiens                                                                              | Genoni              | | Arbitrage : Mikael Holm et Jan Hribik Juges de lignes : Ludvig Lundgren et Josef Špůr |
| 12 min           | Pénalités                                                                             | 10 min              | | Arbitrage : Mikael Holm et Jan Hribik Juges de lignes : Ludvig Lundgren et Josef Špůr |
| 44               | Tirs                                                                                  | 31                  | | Arbitrage : Mikael Holm et Jan Hribik Juges de lignes : Ludvig Lundgren et Josef Špůr |

#### Match pour la troisième place
| 26 mai | Suède | 4-2 (1-0, 0-1, 3-1) | Canada | O2 Arena 14 929 spectateurs |

| Feuille de match | Feuille de match | Feuille de match        | Feuille de match                                                                      | Feuille de match                                                                               |
| ---------------- | --- | ----------------------- | ------------------------------------------------------------------------------------- | ---------------------------------------------------------------------------------------------- |
|                  | Grundström (L. Johansson, Dahlin) — 12 min 5 s - Karlsson (Burakovsky, M. Johansson) — 49 min 35 s Grundström — 53 min 42 s M. Johansson (Brodin, Lundeström) — 59 min 55 s (CV) | 1–0 1–1 1–2 2–2 3–2 4–2 | - Cozens (Oleksiak, Mangiapane) — 22 min 41 s Dubois (Hagel, Tavares) — 44 min 18 s - | Arbitrage : Mikko Kaukokari et Sean MacFarlane Juges de lignes : Daniel Hynek et Jiří Ondráček |
| Gustavsson       | Gardiens | Binnington              |                                                                                       | Arbitrage : Mikko Kaukokari et Sean MacFarlane Juges de lignes : Daniel Hynek et Jiří Ondráček |
| 2 min            | Pénalités | 4 min                   |                                                                                       | Arbitrage : Mikko Kaukokari et Sean MacFarlane Juges de lignes : Daniel Hynek et Jiří Ondráček |
| 33               | Tirs | 22                      |                                                                                       | Arbitrage : Mikko Kaukokari et Sean MacFarlane Juges de lignes : Daniel Hynek et Jiří Ondráček |

#### Finale
| 26 mai | Suisse | 0-2 (0-0, 0-0, 0-2) | Tchéquie | O2 Arena 17 413 spectateurs |

| Feuille de match | Feuille de match | Feuille de match | Feuille de match                                                                    | Feuille de match                                                                               |
| ---------------- | ---------------- | ---------------- | ----------------------------------------------------------------------------------- | ---------------------------------------------------------------------------------------------- |
|                  |                  | 0-1 0-2          | Pastrňák (Kundrátek, Hájek) — 49 min 13 s Kämpf (Kubalík, Nečas) — 59 min 41 s (CV) | Arbitrage : Michael Campbell et Mikael Holm Juges de lignes : Nick Briganti et Ludvig Lundgren |
| Leonardo Genoni  | Gardiens         | Lukáš Dostál     |                                                                                     | Arbitrage : Michael Campbell et Mikael Holm Juges de lignes : Nick Briganti et Ludvig Lundgren |
| 4 min            | Pénalités        | 4 min            |                                                                                     | Arbitrage : Michael Campbell et Mikael Holm Juges de lignes : Nick Briganti et Ludvig Lundgren |
| 31               | Tirs             | 32               |                                                                                     | Arbitrage : Michael Campbell et Mikael Holm Juges de lignes : Nick Briganti et Ludvig Lundgren |

### Classement final
| Place              | Équipe          | Résultat final              |
| ------------------ | --------------- | --------------------------- |
| Médaille d'or      | Tchéquie        | Champion du monde           |
| Médaille d'argent  | Suisse          | Vice-champion du monde      |
| Médaille de bronze | Suède           | Troisième place             |
| 4                  | Canada          | Quatrième place             |
| 5                  | États-Unis      | Éliminé en quarts de finale |
| 6                  | Allemagne       | Éliminé en quarts de finale |
| 7                  | Slovaquie       | Éliminé en quarts de finale |
| 8                  | Finlande        | Éliminé en quarts de finale |
| 9                  | Lettonie        | Éliminé en phase de groupes |
| 10                 | Autriche        | Éliminé en phase de groupes |
| 11                 | Norvège         | Éliminé en phase de groupes |
| 12                 | Kazakhstan      | Éliminé en phase de groupes |
| 13                 | Danemark        | Éliminé en phase de groupes |
| 14                 | France          | Éliminé en phase de groupes |
| 15                 | Grande-Bretagne | Relégué en Division IA      |
| 16                 | Pologne         | Relégué en Division IA      |

### Médaillés
| Champions du monde Tchéquie | Ondřej Beránek, Roman Červenka, Lukáš Dostál, Jakub Flek, Radko Gudas, Libor Hájek, David Kämpf, Ondřej Kaše, Michal Kempný, Jáchym Kondelík, Jakub Krejčík, Dominik Kubalík, Tomáš Kundrátek, Petr Mrázek, Martin Nečas, Ondřej Palát, David Pastrňák, Jan Rutta, Lukáš Sedlák, David Špaček, Matěj Stránský, David Tomášek, Karel Vejmelka, Daniel Voženílek et Pavel Zacha Entraîneur : Radim Rulík |

| Argent Suisse | Andres Ambühl, Sven Andrighetto, Reto Berra, Christoph Bertschy, Kevin Fiala, Michael Fora, Leonardo Genoni, Andrea Glauser, Gaëtan Haas, Fabrice Herzog, Nico Hischier, Ken Jäger, Roman Josi, Sven Jung, Dean Kukan, Philipp Kurashev, Romain Loeffel, Christian Marti, Nino Niederreiter, Tristan Scherwey, Akira Schmid, Sven Senteler, Jonas Siegenthaler, Dario Simion et Calvin Thürkauf Entraîneur : Patrick Fischer |

| Bronze Suède | Lukas Bengtsson, Jonas Brodin, André Burakovsky, Rasmus Dahlin, Joel Eriksson Ek, Samuel Ersson, Max Friberg, Jesper Frödén, Carl Grundström, Filip Gustavsson, Victor Hedman, Tim Heed, Pontus Holmberg, Linus Johansson, Marcus Johansson, Erik Karlsson, Adrian Kempe, Isac Lundeström, Victor Olofsson, Marcus Pettersson, Lucas Raymond, Marcus Sörensen, Felix Unger Sörum, Jesper Wallstedt et Fabian Zetterlund Entraîneur : Sam Hallam |

### Récompenses individuelles
| Poste      | Joueurs        |
| ---------- | -------------- |
| Gardien    | Lukáš Dostál   |
| Défenseurs | Roman Josi     |
| Défenseurs | Erik Karlsson  |
| Attaquants | Kevin Fiala    |
| Attaquants | Dylan Cozens   |
| Attaquants | Roman Červenka |
| MVP        | Kevin Fiala    |

| Poste     | Joueurs      |
| --------- | ------------ |
| Gardien   | Lukáš Dostál |
| Défenseur | Roman Josi   |
| Attaquant | Kevin Fiala  |

### Statistiques individuelles
Pour les significations des abréviations, voir statistiques du hockey sur glace.
| Clt | Joueur           | Équipe     | PJ | B | A | Pts | Pun | +/- |
| --- | ---------------- | ---------- | -- | - | - | --- | --- | --- |
| 1   | Matthew Boldy    | États-Unis | 8  | 6 | 8 | 14  | 2   | +8  |
| 2   | Kevin Fiala      | Suisse     | 8  | 7 | 6 | 13  | 27  | +6  |
| 3   | Braeden Tkachuk  | États-Unis | 8  | 7 | 6 | 13  | 4   | +7  |
| 4   | Marcus Johansson | Suède      | 9  | 6 | 6 | 12  | 2   | +14 |
| 4   | Roman Josi       | Suisse     | 10 | 3 | 9 | 12  | 4   | +4  |
| 6   | Dylan Cozens     | Canada     | 10 | 9 | 2 | 11  | 2   | +3  |
| 7   | Nico Hischier    | Suisse     | 10 | 6 | 5 | 11  | 2   | +6  |
| 7   | Erik Karlsson    | Suède      | 10 | 6 | 5 | 11  | 0   | +9  |
| 9   | André Burakovsky | Suède      | 10 | 4 | 7 | 11  | 0   | +8  |
| 10  | John Gaudreau    |            | 8  | 3 | 8 | 11  | 0   | +8  |

| Clt                                                                                               | Joueur              | Équipe    | PJ | Min           | BC | Moy  | %Arr  | Bl |
| ------------------------------------------------------------------------------------------------- | ------------------- | --------- | -- | ------------- | -- | ---- | ----- | -- |
| 1                                                                                                 | Leonardo Genoni     | Suisse    | 7  | 431 min 7 s   | 10 | 1,39 | 94,08 | 1  |
| 2                                                                                                 | Lukáš Dostál        | Tchéquie  | 8  | 492 min 18 s  | 13 | 1,58 | 93,90 | 3  |
| 3                                                                                                 | Samuel Hlavaj       | Slovaquie | 5  | 306 min 57 s  | 13 | 2,54 | 92,53 | 1  |
| 4                                                                                                 | Henrik Haukeland    | Norvège   | 5  | 297 min       | 13 | 2,63 | 91,61 | 1  |
| 5                                                                                                 | Kristers Gudļevskis | Lettonie  | 4  | 207 min 5 s   | 11 | 3,19 | 90,60 | 1  |
| 6                                                                                                 | David Kickert       | Autriche  | 4  | 2319 min 19 s | 12 | 3,01 | 90,48 | 0  |
| 7                                                                                                 | Filip Gustavsson    | Suède     | 7  | 394 min 57 s  | 14 | 2,13 | 90,34 | 0  |
| 8                                                                                                 | Harri Säteri        | Finlande  | 5  | 304 min 2 s   | 11 | 2,17 | 89,81 | 1  |
| 9                                                                                                 | Philipp Grubauer    | Allemagne | 6  | 338 min 33 s  | 17 | 3,01 | 89,51 | 0  |
| 10                                                                                                | John Murray (en)    | Pologne   | 4  | 207 min 9 s   | 15 | 4,34 | 88,55 | 0  |
| Nota : seuls sont classés les gardiens ayant joué au minimum 40 % du temps de jeu de leur équipe. |                     |           |    |               |    |      |       |    |

## Autres divisions

### Division I

#### Groupe A
La compétition a lieu du 28 avril au 4 mai 2024 à Bolzano en Italie.
Légende :
- en gras, promu en division élite
- en italique, relégué en division IB
- Pr : Prolongations

Pour les significations des abréviations, voir statistiques du hockey sur glace.
| Clt   | Équipe       | PJ | V | VP | D | DP | BP | BC | Diff | Pts |
| ----- | ------------ | -- | - | -- | - | -- | -- | -- | ---- | --- |
| +001, | Hongrie R    | 5  | 3 | 1  | 1 | 0  | 15 | 8  | +7   | 11  |
| +002, | Slovénie R   | 5  | 3 | 0  | 2 | 0  | 14 | 8  | +6   | 9   |
| +003, | ItalieH      | 5  | 2 | 1  | 1 | 1  | 20 | 10 | +10  | 9   |
| +004, | Roumanie     | 5  | 3 | 0  | 2 | 0  | 11 | 17 | -6   | 9   |
| +005, | JaponP       | 5  | 1 | 0  | 3 | 1  | 11 | 17 | -6   | 4   |
| +006, | Corée du Sud | 5  | 1 | 0  | 4 | 0  | 12 | 23 | -11  | 3   |

| 28 avril | Corée du Sud | 4    | 2    | Slovénie     |
| 28 avril | Japon        | 1    | 3    | Hongrie      |
| 28 avril | Roumanie     | 1    | 6    | Italie       |
| 30 avril | Slovénie     | 6    | 1    | Roumanie     |
| 30 avril | Hongrie      | 6    | 2    | Corée du Sud |
| 30 avril | Italie       | 4 Pr | 3    | Japon        |
| 1er mai  | Hongrie      | 1    | 2    | Roumanie     |
| 1er mai  | Japon        | 4    | 3    | Corée du Sud |
| 1er mai  | Slovénie     | 2    | 0    | Italie       |
| 3 mai    | Corée du Sud | 2    | 3    | Roumanie     |
| 3 mai    | Slovénie     | 3    | 1    | Japon        |
| 3 mai    | Italie       | 2    | 3 Pr | Hongrie      |
| 4 mai    | Roumanie     | 4    | 2    | Japon        |
| 4 mai    | Italie       | 8    | 1    | Corée du Sud |
| 4 mai    | Hongrie      | 2    | 1    | Slovénie     |

#### Groupe B
La compétition a lieu du 27 avril au 3 mai 2024 à Vilnius en Lituanie.
Légende :
- en gras, promu en division IA
- en italique, relégué en division IIA
- Pr : Prolongations

Pour les significations des abréviations, voir statistiques du hockey sur glace.
| Clt   | Équipe        | PJ | V | VP | D | DP | BP | BC | Diff | Pts |
| ----- | ------------- | -- | - | -- | - | -- | -- | -- | ---- | --- |
| +001, | Ukraine       | 5  | 5 | 0  | 0 | 0  | 31 | 2  | +29  | 15  |
| +002, | Lituanie H, R | 5  | 4 | 0  | 1 | 0  | 16 | 7  | +9   | 12  |
| +003, | Estonie       | 5  | 2 | 1  | 2 | 0  | 11 | 20 | -9   | 8   |
| +004, | Chine         | 5  | 2 | 0  | 3 | 0  | 11 | 16 | -5   | 6   |
| +005, | Espagne P     | 5  | 1 | 0  | 3 | 1  | 6  | 20 | -14  | 4   |
| +006, | Pays-Bas      | 5  | 0 | 0  | 5 | 0  | 4  | 14 | -10  | 0   |

| 27 avril | Pays-Bas | 0 | 3    | Chine    |
| 27 avril | Espagne  | 0 | 3    | Lituanie |
| 27 avril | Estonie  | 0 | 8    | Ukraine  |
| 28 avril | Chine    | 7 | 1    | Espagne  |
| 28 avril | Lituanie | 6 | 1    | Estonie  |
| 28 avril | Ukraine  | 4 | 0    | Pays-Bas |
| 30 avril | Ukraine  | 9 | 0    | Chine    |
| 30 avril | Espagne  | 3 | 4 Pr | Estonie  |
| 30 avril | Lituanie | 3 | 2    | Pays-Bas |
| 1er mai  | Estonie  | 6 | 1    | Espagne  |
| 1er mai  | Ukraine  | 3 | 2    | Pays-Bas |
| 1er mai  | Chine    | 0 | 3    | Lituanie |
| 3 mai    | Pays-Bas | 0 | 1    | Espagne  |
| 3 mai    | Chine    | 1 | 3    | Estonie  |
| 3 mai    | Lituanie | 1 | 4    | Ukraine  |

### Division II

#### Groupe A
La compétition a lieu du 21 au 27 avril 2024 à Belgrade en Serbie.
Légende :
- en gras, promu en division IB
- en italique, relégué en division IIB
- F : Tirs de fusillade

Pour les significations des abréviations, voir statistiques du hockey sur glace.
| Clt   | Équipe                | PJ | V | VP | D | DP | BP | BC | Diff | Pts |
| ----- | --------------------- | -- | - | -- | - | -- | -- | -- | ---- | --- |
| +001, | Croatie               | 5  | 5 | 0  | 0 | 0  | 26 | 6  | +20  | 15  |
| +002, | Serbie H, R           | 5  | 4 | 0  | 1 | 0  | 23 | 11 | +12  | 12  |
| +003, | Émirats arabes unis P | 5  | 3 | 0  | 2 | 0  | 25 | 21 | +4   | 9   |
| +004, | Israël                | 5  | 1 | 1  | 3 | 0  | 17 | 26 | -9   | 5   |
| +005, | Australie             | 5  | 1 | 0  | 3 | 1  | 15 | 19 | -4   | 4   |
| +006, | Islande               | 5  | 0 | 0  | 5 | 0  | 11 | 34 | -23  | 0   |

| 21 avril | Croatie             | 11 | 2   | Islande             |
| 21 avril | Émirats arabes unis | 10 | 6   | Israël              |
| 21 avril | Australie           | 2  | 4   | Serbie              |
| 22 avril | Islande             | 2  | 7   | Émirats arabes unis |
| 22 avril | Croatie             | 3  | 2   | Australie           |
| 22 avril | Serbie              | 5  | 1   | Israël              |
| 24 avril | Australie           | 4  | 5 F | Israël              |
| 24 avril | Croatie             | 4  | 1   | Émirats arabes unis |
| 24 avril | Serbie              | 9  | 3   | Islande             |
| 25 avril | Israël              | 1  | 5   | Croatie             |
| 25 avril | Islande             | 2  | 3   | Australie           |
| 25 avril | Émirats arabes unis | 2  | 5   | Serbie              |
| 27 avril | Australie           | 4  | 5   | Émirats arabes unis |
| 27 avril | Israël              | 4  | 2   | Islande             |
| 27 avril | Serbie              | 0  | 3   | Croatie             |

#### Groupe B
La compétition a lieu du 22 au 28 avril 2024 à Sofia en Bulgarie.
Légende :
- en gras, promu en division IIA
- en italique, relégué en division IIIA
- F : Tirs de fusillade

Pour les significations des abréviations, voir statistiques du hockey sur glace.
| Clt   | Équipe           | PJ | V | VP | D | DP | BP | BC | Diff | Pts |
| ----- | ---------------- | -- | - | -- | - | -- | -- | -- | ---- | --- |
| +001, | Belgique         | 5  | 5 | 0  | 0 | 0  | 37 | 4  | +33  | 15  |
| +002, | Nouvelle-Zélande | 5  | 3 | 0  | 1 | 1  | 22 | 18 | +4   | 10  |
| +003, | Géorgie R        | 5  | 3 | 0  | 2 | 0  | 20 | 17 | +3   | 9   |
| +004, | Bulgarie H       | 5  | 1 | 1  | 3 | 0  | 17 | 29 | -12  | 5   |
| +005, | Taipei chinois P | 5  | 1 | 0  | 3 | 1  | 14 | 27 | -13  | 4   |
| +006, | Turquie          | 5  | 0 | 1  | 4 | 0  | 10 | 25 | -15  | 2   |

| 22 avril | Taipei chinois   | 1   | 5 | Nouvelle-Zélande |
| 22 avril | Belgique         | 8   | 0 | Turquie          |
| 22 avril | Bulgarie         | 1   | 7 | Géorgie          |
| 23 avril | Turquie          | 5 F | 4 | Taipei chinois   |
| 23 avril | Géorgie          | 2   | 6 | Nouvelle-Zélande |
| 23 avril | Belgique         | 11  | 1 | Bulgarie         |
| 25 avril | Géorgie          | 3   | 2 | Turquie          |
| 25 avril | Belgique         | 8   | 1 | Taipei chinois   |
| 25 avril | Bulgarie         | 7 F | 6 | Nouvelle-Zélande |
| 27 avril | Nouvelle-Zélande | 0   | 6 | Belgique         |
| 27 avril | Turquie          | 1   | 5 | Bulgarie         |
| 27 avril | Taipei chinois   | 4   | 6 | Géorgie          |
| 28 avril | Nouvelle-Zélande | 5   | 2 | Turquie          |
| 28 avril | Bulgarie         | 3   | 4 | Taipei chinois   |
| 28 avril | Géorgie          | 2   | 4 | Belgique         |

### Division III

#### Groupe A
La compétition a lieu du 10 au 16 mars 2024 à Bichkek au Kirghizistan.
Légende :
- en gras, promu en division IIB
- en italique, relégué en division IIIB
- Pr : Prolongations

Pour les significations des abréviations, voir statistiques du hockey sur glace.
| Clt   | Équipe            | PJ | V | VP | D | DP | BP | BC | Diff | Pts |
| ----- | ----------------- | -- | - | -- | - | -- | -- | -- | ---- | --- |
| +001, | Thaïlande         | 5  | 5 | 0  | 0 | 0  | 38 | 9  | +29  | 15  |
| +002, | Kirghizistan H, P | 5  | 4 | 0  | 1 | 0  | 37 | 22 | +15  | 12  |
| +003, | Luxembourg        | 5  | 2 | 1  | 2 | 0  | 17 | 22 | -5   | 8   |
| +004, | Turkménistan      | 5  | 2 | 0  | 3 | 0  | 23 | 31 | -8   | 6   |
| +005, | Afrique du Sud    | 5  | 1 | 0  | 4 | 0  | 13 | 26 | -13  | 3   |
| +006, | Mexique R         | 5  | 0 | 0  | 4 | 1  | 15 | 33 | -18  | 1   |

| 10 mars | Afrique du Sud | 6  | 3    | Mexique        |
| 10 mars | Turkménistan   | 3  | 4    | Luxembourg     |
| 10 mars | Kirghizistan   | 4  | 9    | Thaïlande      |
| 11 mars | Turkménistan   | 4  | 3    | Afrique du Sud |
| 11 mars | Mexique        | 0  | 5    | Thaïlande      |
| 11 mars | Luxembourg     | 3  | 7    | Kirghizistan   |
| 13 mars | Mexique        | 4  | 5 Pr | Luxembourg     |
| 13 mars | Afrique du Sud | 1  | 5    | Thaïlande      |
| 13 mars | Turkménistan   | 5  | 7    | Kirghizistan   |
| 14 mars | Luxembourg     | 4  | 2    | Afrique du Sud |
| 14 mars | Thaïlande      | 13 | 3    | Turkménistan   |
| 14 mars | Kirghizistan   | 9  | 4    | Mexique        |
| 16 mars | Thaïlande      | 6  | 1    | Luxembourg     |
| 16 mars | Mexique        | 4  | 8    | Turkménistan   |
| 16 mars | Afrique du Sud | 1  | 10   | Kirghizistan   |

#### Groupe B
La compétition a lieu à du 23 au 29 février 2024 à Sarajevo en Bosnie-Herzégovine.
Légende :
- en gras, promu en division IIIA
- en italique, relégué en division IV
- Pr : Prolongations
- F : Tirs de fusillade

Pour les significations des abréviations, voir statistiques du hockey sur glace.
| Clt   | Équipe               | PJ | V | VP | D | DP | BP | BC | Diff | Pts |
| ----- | -------------------- | -- | - | -- | - | -- | -- | -- | ---- | --- |
| +001, | Bosnie-Herzégovine H | 5  | 4 | 0  | 0 | 1  | 25 | 11 | +14  | 13  |
| +002, | Corée du Nord R      | 5  | 4 | 0  | 1 | 0  | 38 | 22 | +16  | 12  |
| +003, | Hong Kong            | 5  | 3 | 1  | 1 | 0  | 40 | 24 | +16  | 11  |
| +004, | Philippines P        | 5  | 2 | 0  | 3 | 0  | 30 | 30 | 0    | 6   |
| +005, | Singapour            | 5  | 1 | 0  | 4 | 0  | 20 | 35 | -15  | 3   |
| +006, | Iran                 | 5  | 0 | 0  | 5 | 0  | 14 | 45 | -31  | 0   |

| 23 février | Hong Kong          | 0 | 10   | Corée du Nord      |
| 23 février | Philippines        | 6 | 3    | Singapour          |
| 23 février | Bosnie-Herzégovine | 3 | 0    | Iran               |
| 24 février | Corée du Nord      | 7 | 4    | Singapour          |
| 24 février | Iran               | 2 | 14   | Philippines        |
| 24 février | Bosnie-Herzégovine | 3 | 4 Pr | Hong Kong          |
| 25 février | Corée du Nord      | 9 | 4    | Iran               |
| 25 février | Hong Kong          | 8 | 3    | Singapour          |
| 25 février | Bosnie-Herzégovine | 6 | 3    | Philippines        |
| 27 février | Iran               | 3 | 11   | Hong Kong          |
| 27 février | Philippines        | 2 | 10   | Corée du Nord      |
| 27 février | Singapour          | 2 | 9    | Bosnie-Herzégovine |
| 29 février | Singapour          | 8 | 5    | Iran               |
| 29 février | Hong Kong          | 9 | 5    | Philippines        |
| 29 février | Corée du Nord      | 2 | 4    | Bosnie-Herzégovine |

### Division IV
La compétition a lieu du 16 au 19 avril 2024 dans la ville de Koweït au Koweït.
Légende :
- en gras, promu en division IIIB
- Pr : Prolongations

Pour les significations des abréviations, voir statistiques du hockey sur glace.
| Clt   | Équipe     | PJ | V | VP | D | DP | BP | BC | Diff | Pts |
| ----- | ---------- | -- | - | -- | - | -- | -- | -- | ---- | --- |
| +001, | Mongolie   | 3  | 3 | 0  | 0 | 0  | 28 | 7  | +21  | 9   |
| +002, | Koweït H   | 3  | 2 | 0  | 1 | 0  | 25 | 13 | +12  | 6   |
| +003, | Indonésie  | 3  | 0 | 1  | 2 | 0  | 17 | 23 | -6   | 2   |
| +004, | Malaisie R | 3  | 0 | 0  | 2 | 1  | 9  | 36 | -27  | 1   |

| 16 avril | Mongolie  | 9    | 3  | Indonésie |
| 16 avril | Malaisie  | 1    | 15 | Koweït    |
| 18 avril | Indonésie | 7 Pr | 6  | Malaisie  |
| 18 avril | Mongolie  | 5    | 2  | Koweït    |
| 19 avril | Malaisie  | 2    | 14 | Mongolie  |
| 19 avril | Koweït    | 8    | 7  | Indonésie |